# Église Saint-Laurent de Paris
Pour les articles homonymes, voir Église Saint-Laurent.
Ne pas confondre avec la marque Saint Laurent Paris
L'église Saint-Laurent est une église du 10e arrondissement de Paris située dans l'ancien enclos Saint-Laurent, 119, rue du Faubourg-Saint-Martin, 68, boulevard de Strasbourg et 68, boulevard de Magenta.
L'église est construite sur l'axe nord-sud de Paris qui relie Senlis et Orléans et qui fut tracé par les Romains au cours de la moitié du Ier siècle av. J.-C. (les actuelles rue du Faubourg-Saint-Martin, rue Saint-Martin, rue Saint-Jacques et rue du Faubourg-Saint-Jacques).
Après de premiers classements et inscriptions au titre des monuments historiques le 1er février 1945, l'église est entièrement classée par arrêté du 16 décembre 2016.

## Historique

### Haut Moyen Âge
L'église Saint-Laurent est fondée à la fin du Ve siècle, hors des murs de Paris à proximité d'un monastère qui accueillait les pèlerins qui se rendaient à l'abbaye de Saint-Denis, sur la voie romaine menant Paris à Senlis, Soissons et Trèves, en passant par le col de La Chapelle.
L'histoire anonyme de saint Lubin cite un incendie venant du côté de Saint-Laurent en 547.
Grégoire de Tours a écrit dans le Livre VI, cap. IX, de l′Histoire des Francs : « Domnole (évêque de 560 à 581), évêque du Mans, tomba malade. Du temps du roi Clotaire, il avait gouverné à Paris des moines  dans la basilique Saint-Laurent ». Au chapitre XXV du même Livre, Grégoire de Tours mentionne qu'une crue de la Seine et de la Marne a entraîné une inondation de Paris jusqu'à Saint-Laurent en janvier 583.
La basilique Saint-Laurent est encore citée dans une charte datée de 710 mentionnant le transfert du marché de Saint-Denis à un emplacement situé entre les basiliques Saint-Martin et Saint-Laurent à la suite d'un désastre. Les historiens ont discuté pour vérifier si l'emplacement de ce monastère était différent ou non de l'emplacement actuel de l'église Saint-Laurent. D'après Louis Brochard, les données géologiques et archéologiques semblent confirmer que le monastère Saint-Laurent se trouvait sur une butte au-dessus de l'ancien lit de la Seine, le long de la voie de Saint-Martin partant de l'ancien Grand-Pont avant son transfert au pont au Change au IXe siècle.
Située hors les murs, l'église et le monastère furent pillés et détruits par les Normands en 885. Une charte de Louis VI le Gros, datée de 1122, fait allusion à une église que les habitants de la petite agglomération, qui commence à se former, nomme « Sainct-Lorenz-lez-Paris ».

### Moyen Âge
Une nouvelle église Saint-Laurent, érigée en paroisse, est attestée en 1180. Cette nouvelle église, devenue trop petite, fut démolie pour faire place à l'église actuelle du XVe siècle, époque du style gothique flamboyant. Le chœur fut consacré le 14 juin 1429, mais il n'est pas possible de se fonder sur la seule dédicace d'un édifice pour dater celui-ci. La structure gothique, les voûtes à pénétration, les fenêtres hautes, le déambulatoire à clefs de voûte sculptées sont encore visibles, malgré les transformations postérieures. Par comparaison stylistique avec d'autres églises flamboyantes parisiennes, on peut placer la construction de Saint-Laurent dans la seconde moitié du XVe siècle, un peu plus tard pour les chapelles.

### Temps modernes

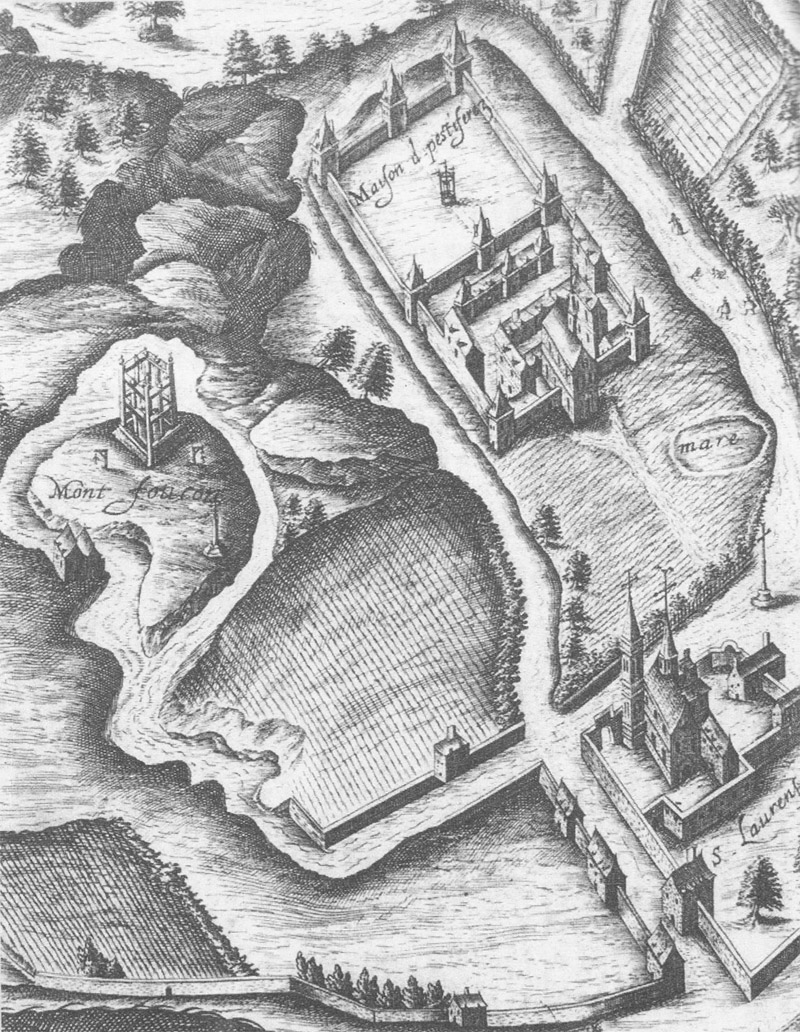
Plan de 1609 montrant l'église Saint-Laurent (en bas, à droite).

Au XVIIe siècle, l'église n'était pas achevée : il restait la nef à couvrir et la façade à construire. Deux possibilités étaient envisageables pour finir le chantier : dans le style d'origine du gothique flamboyant, ou dans le goût classique de l'époque. Le choix du classicisme fut fait pour la façade, mais la continuité gothique prévalut pour la nef.
En 1621, la première pierre de la façade était posée par Charlotte-Marguerite de Montmorency, femme de Henri II de Bourbon, prince de Condé. Cette façade était composée selon le schéma à l'italienne (comme celle de l'église Sainte-Élisabeth-de-Hongrie, ou de la chapelle de la Sorbonne). Elle fut démolie en 1862 (photo d'avant démolition, ci-dessous).
En 1633, Vincent Depaul est à l'origine, avec Louise de Marillac dont il était le confesseur, de la création des Filles de la charité, « au service des enfants trouvés et des malades », qu'il installe à partir de  1641 ou 1642 sur la paroisse Saint-Laurent. En 1660, le corps de Louise de Marillac est inhumé en l’église Saint-Laurent et y reste jusqu'en 1755, avant d'être transféré en la chapelle de l’actuelle maison-mère des Filles de la charité.
En 1654, sans doute sous la direction d'Antoine Le Pautre - selon certains auteurs, cette intervention aurait été le fait de François Blondel -  le chœur est mis au goût du jour : un décor végétal est sculpté dans les écoinçons des grandes arcades ; celles de l'abside sont dissimulées par un placage de pierre à pilastres corinthiens ; un nouveau maître-autel est accompagné d'un retable monumental en forme d'arc de triomphe. Un grand bas-relief figurant la Résurrection et des anges avaient été aussi sculptés par Gilles Guérin, mais ils ont aujourd'hui disparu.
En 1655, on commence la construction des voûtes de la nef et du transept en croisées d'ogives (sur leurs intrados, on lit les dates de 1656,1657, 1659). C'est la dernière construction parisienne de style gothique flamboyant, un siècle et demi après la fin du XVe siècle, ce qui s'explique par le sens de l'économie : on a couvert l'église de la façon la plus sensée, pour ne pas avoir à  reconstruire ce qui existait déjà.
En 1712, à la place d'une chapelle des Trois-Maries, est élevée au chevet la chapelle actuelle de la Vierge, ce qui entraîna la suppression de six piliers du déambulatoire.
Le 1er septembre 1768, la comtesse du Barry, née Bécu, s'est mariée religieusement dans cette église avec Guillaume du Barry, avant d'être présentée officiellement au roi Louis XV et à la cour au château de  Versailles.

### Depuis la Révolution
Sous la Révolution, une partie du cimetière Saint-Laurent est aliénée pour créer une place semi-circulaire nommée place de la Fidélité. En 1793, l'église devient un temple de la Raison (selon les frères Lazare et Jacques Hillairet, elle est « temple de l'Hymen et de la Fidélité »,, mais c'est sans doute par confusion avec l'église Saint-Nicolas-des-Champs). L'église est rendue au culte catholique en 1795, puis à des théophilanthropes en 1797. Elle devient le Temple de la Vieillesse l'année suivante. En 1802, l'église redevient à nouveau catholique.
Sous le Second Empire, les boulevards de Strasbourg et de Magenta furent percés, respectivement à partir de 1853 et de 1860. L'église Saint-Laurent était en retrait de l'alignement du boulevard de Strasbourg. Pour y remédier, la façade du XVIIe siècle fut détruite, et entre 1863 et 1867, l'architecte Simon-Claude Constant-Dufeux allongea l'église d'une travée, et reconstruisit une façade de style néogothique flamboyant, ornée de sculptures. Il construisit également une flèche en plomb. Un fronton en lave émaillée signé Paul Balze est rajouté en 1870.
Les trois premiers Sanson, bourreaux de Paris, y reposent avec certains autres membres de leur famille.

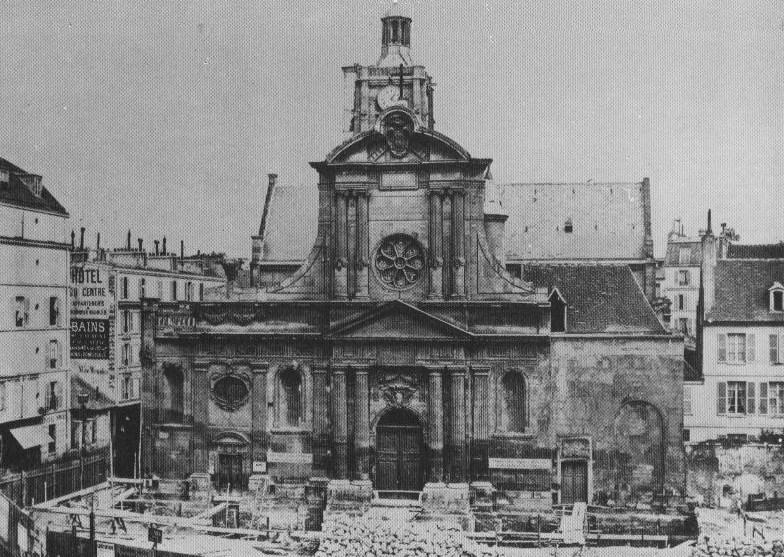
L'église avant sa remise en état de 1861, comparez la façade avec celle ci-contre.
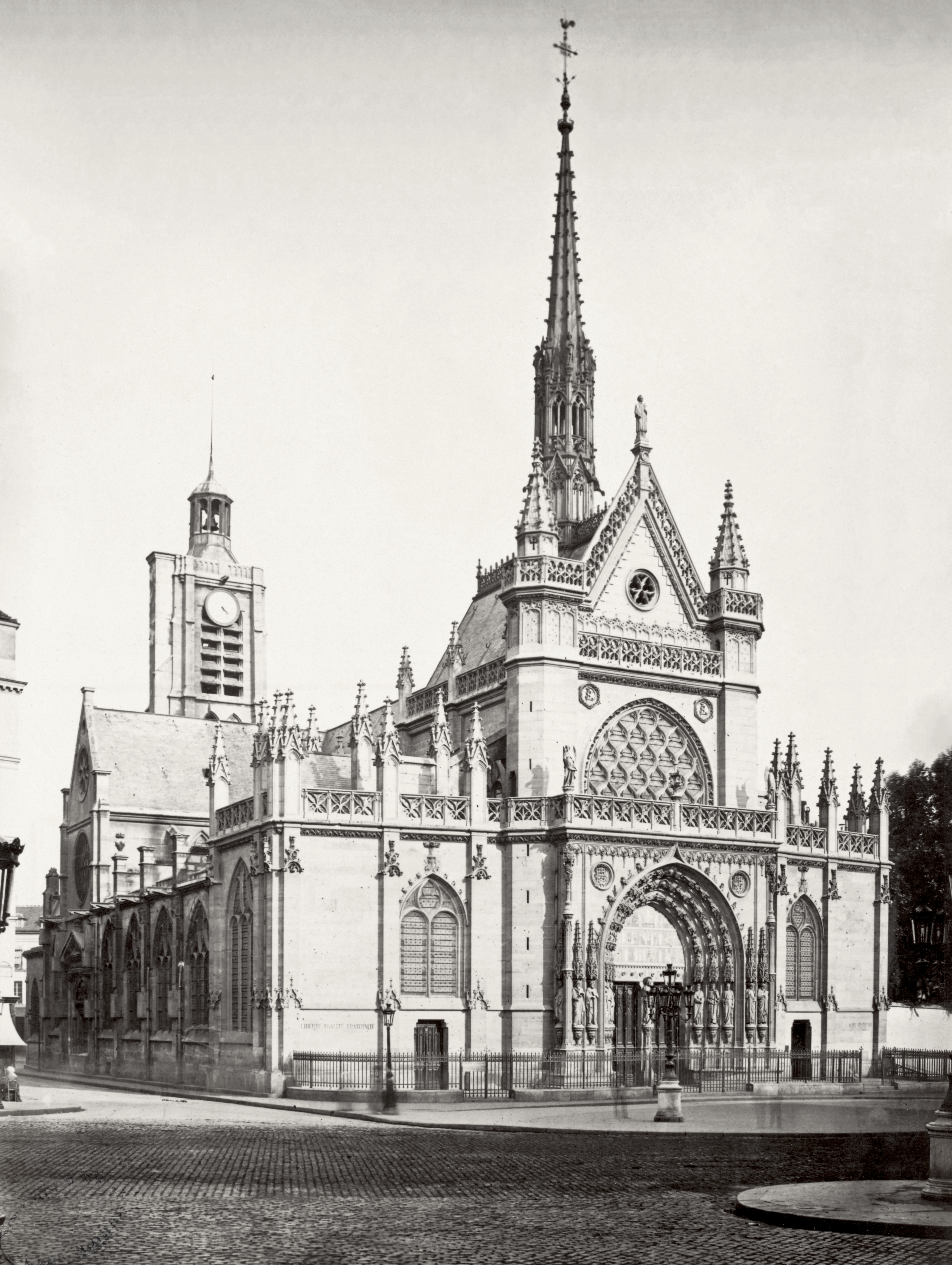
Photographie de Charles Marville vers 1861-1870.
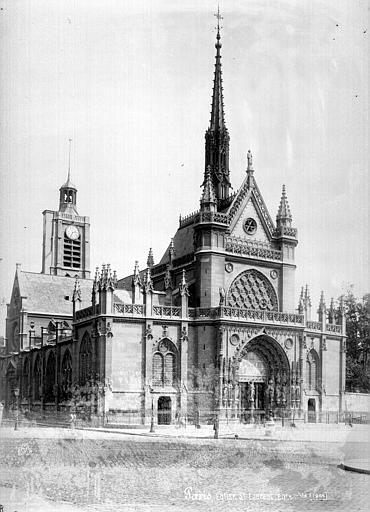
Photographie de Paul Robert en 1892.

## Description

### Architecture

#### Extérieur

Façades
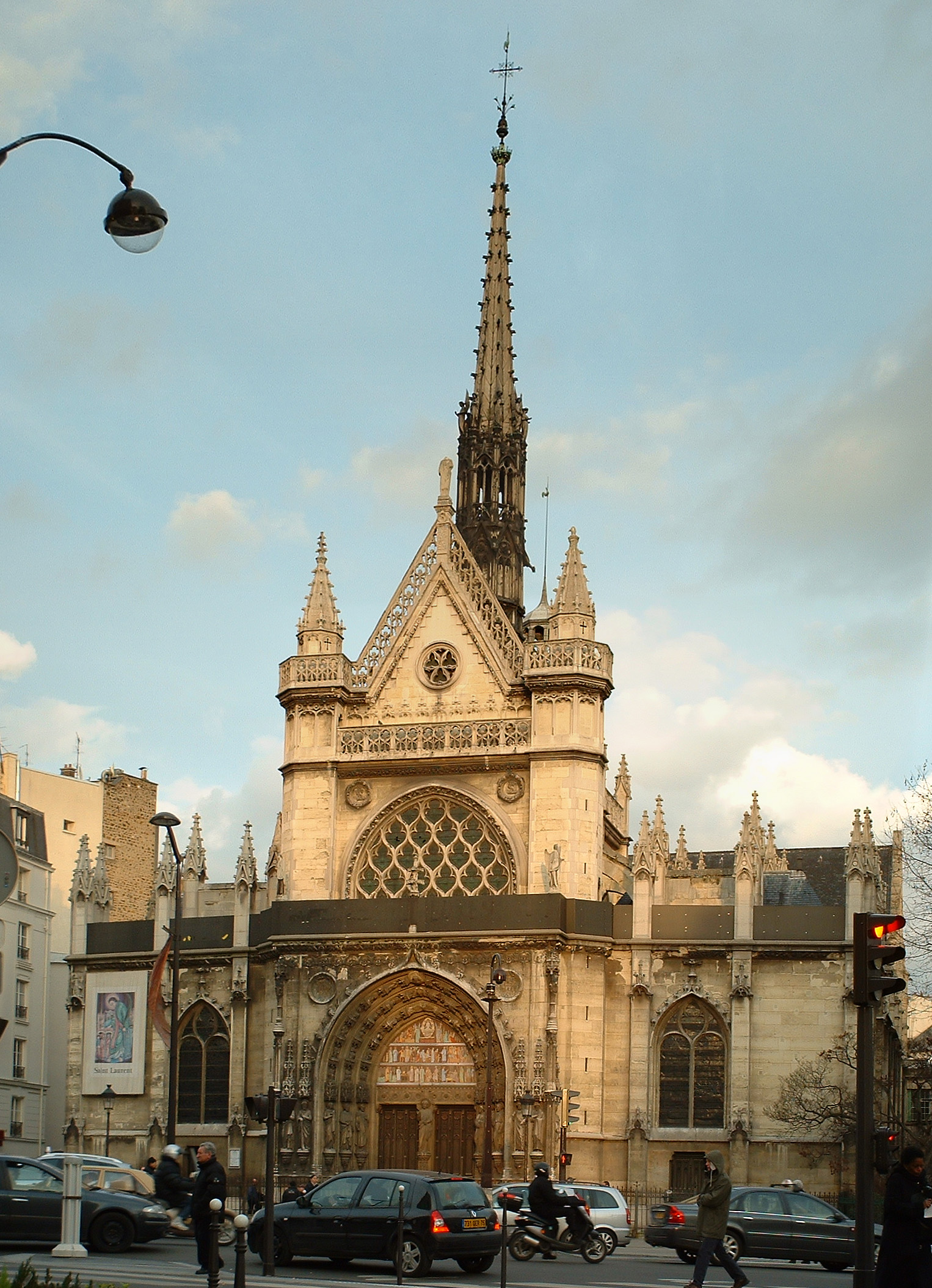
Façade ouest.
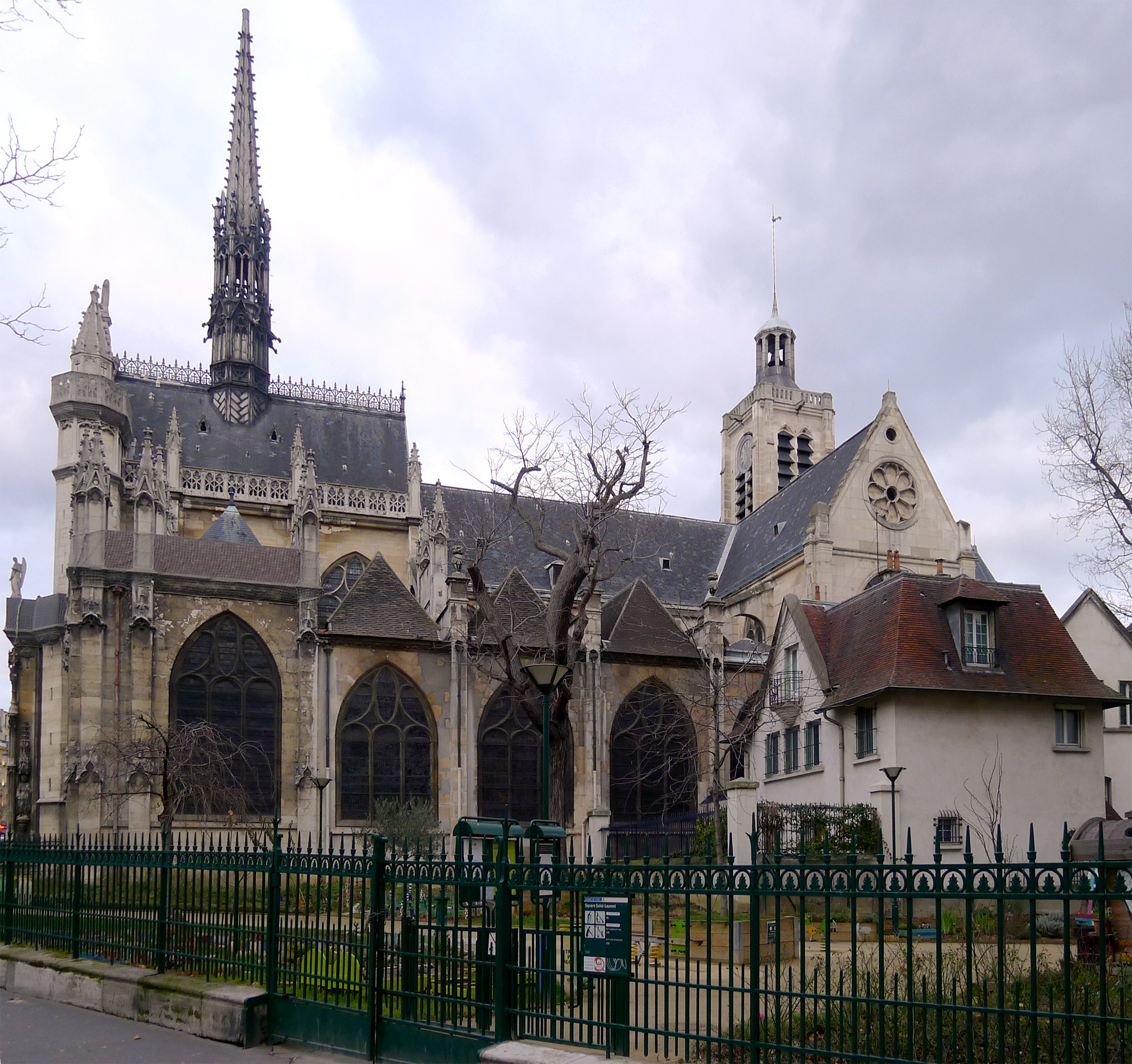
Façade sud jouxtant le square Saint-Laurent.
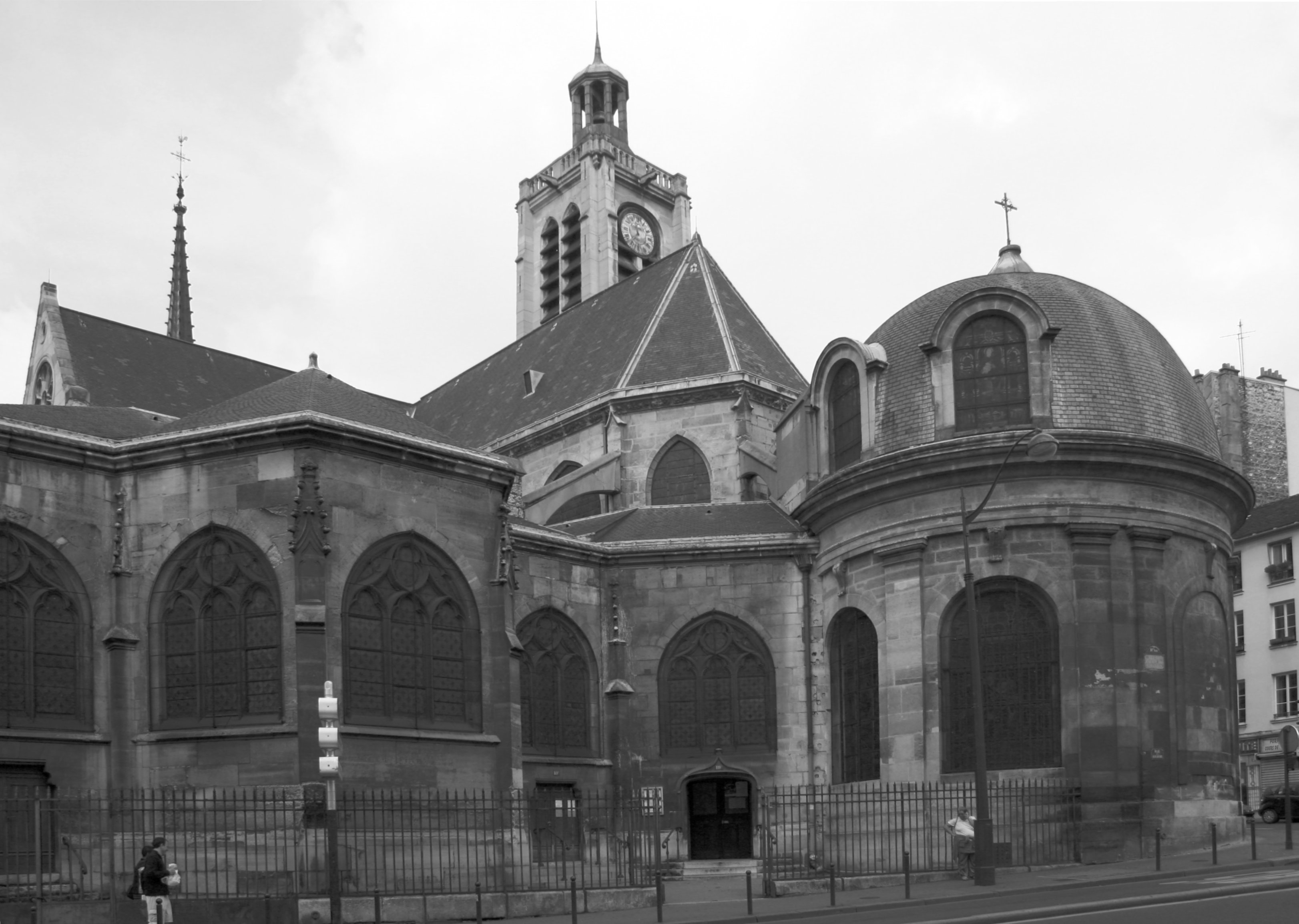
Le chevet montre différentes époques de construction. Au premier plan, la chapelle de la Vierge et son dôme (XVIIIe siècle).
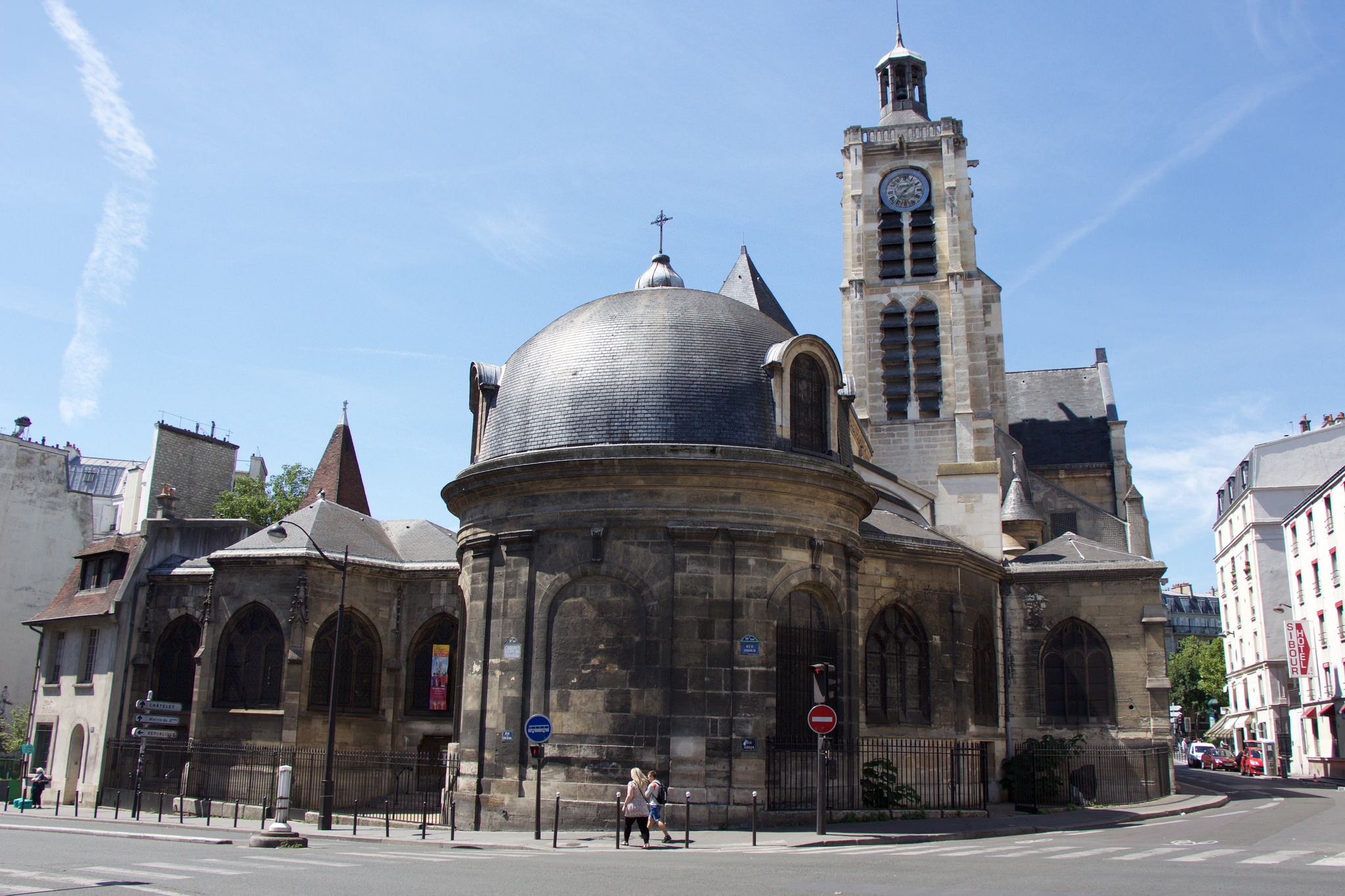
Le chevet de l'église du côté de la rue du Faubourg Saint-Martin.

Portail
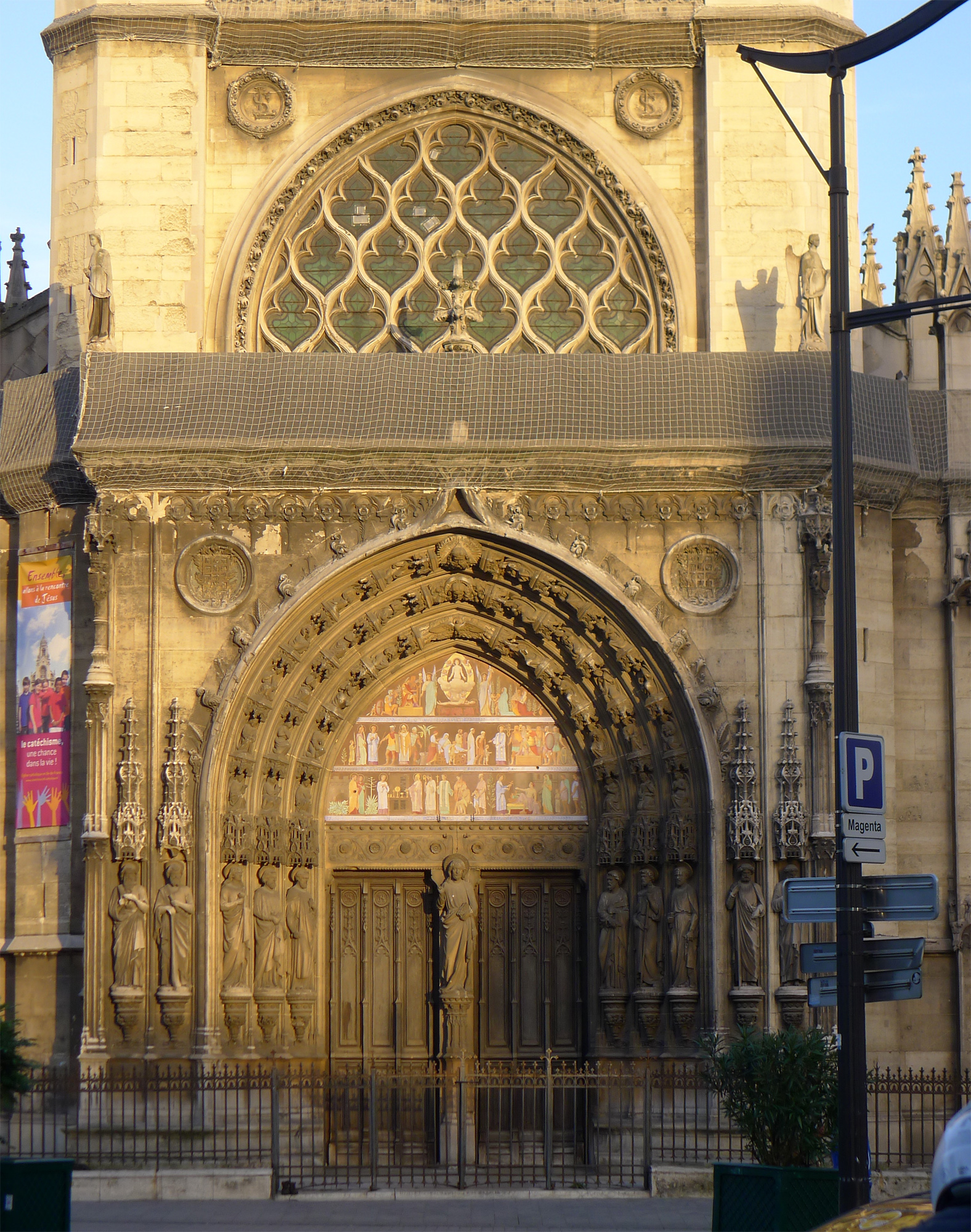
Portail.
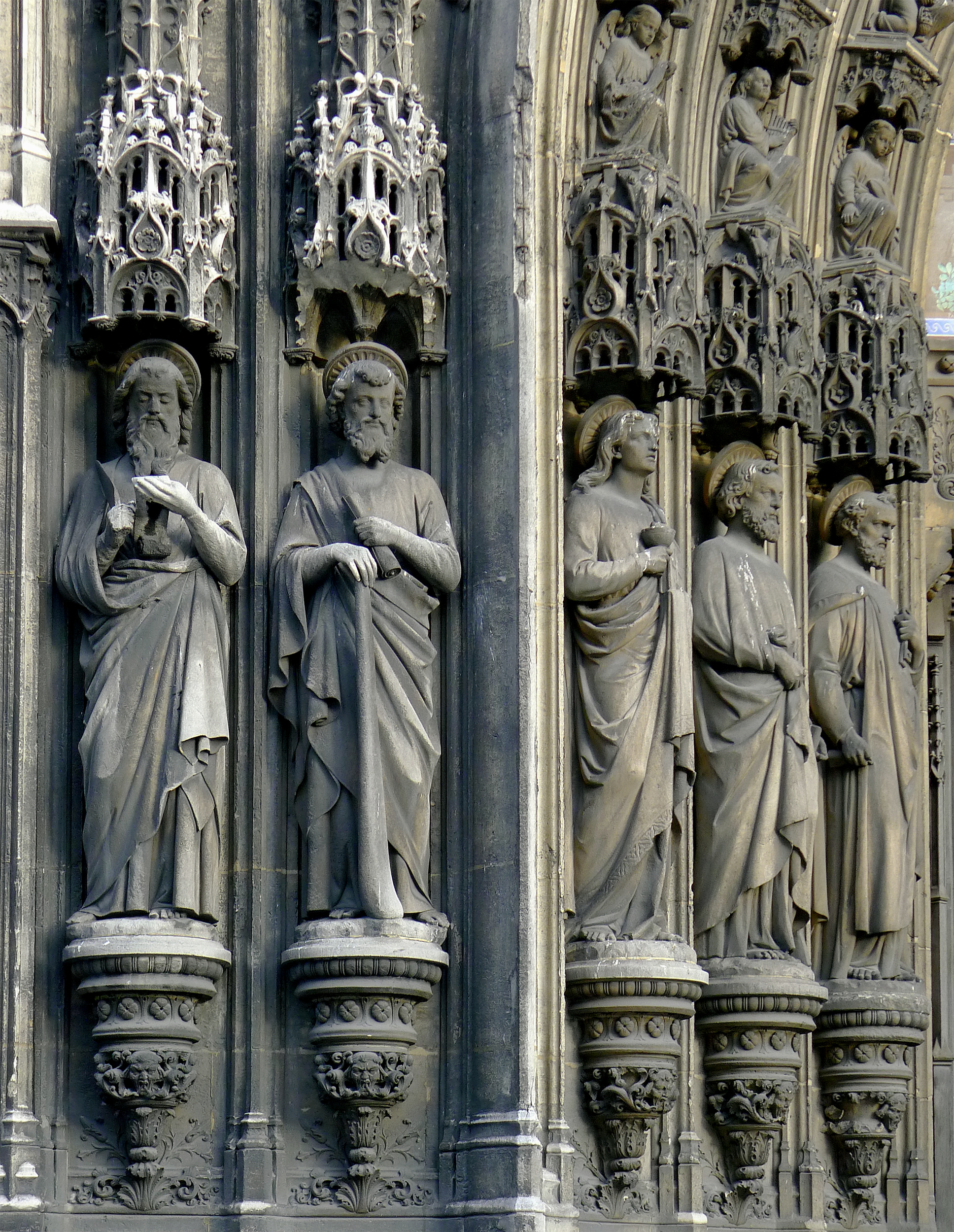
Statues des apôtres.
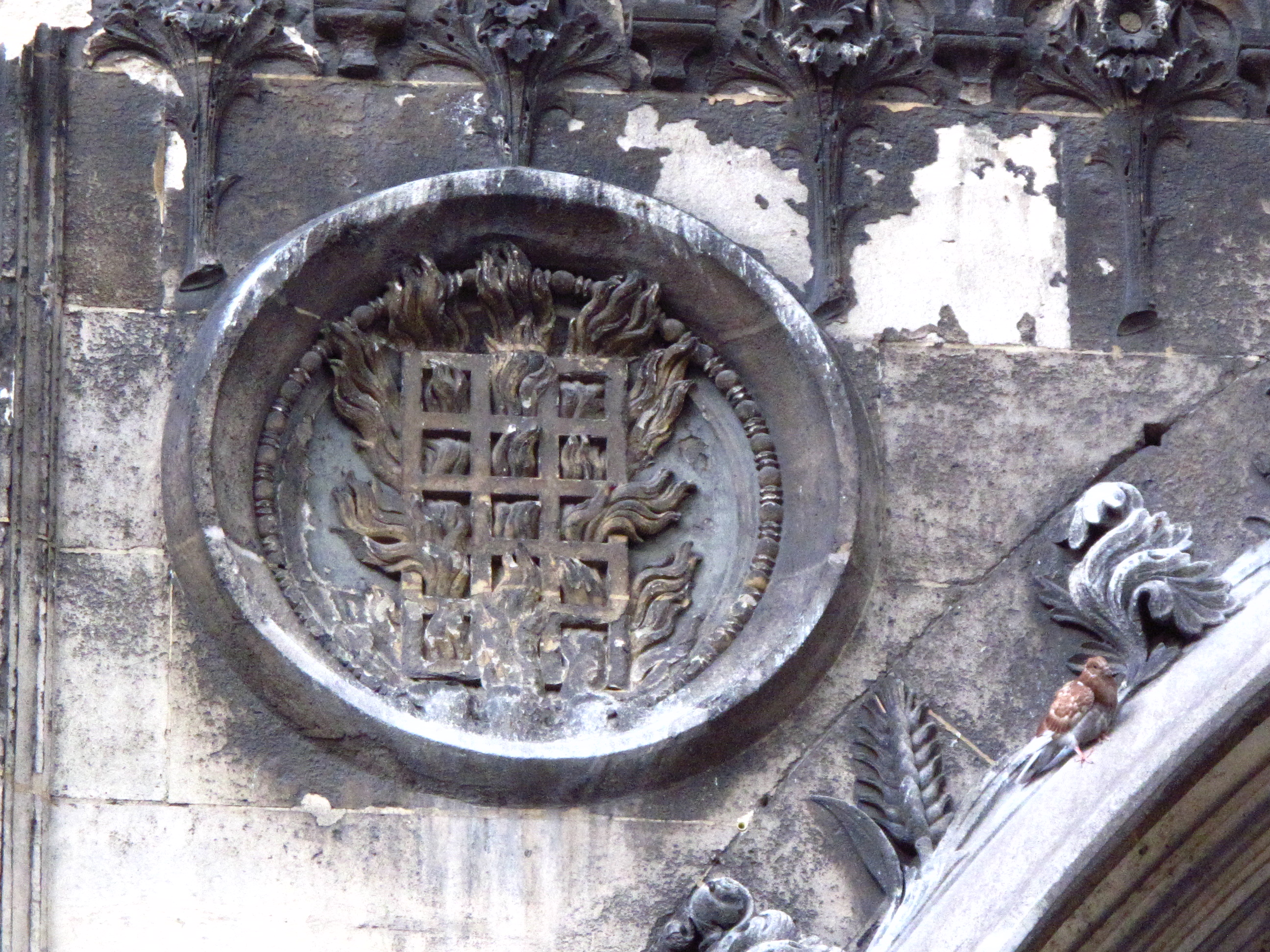
Symbole de Laurent de Rome sur le portail de l'église.
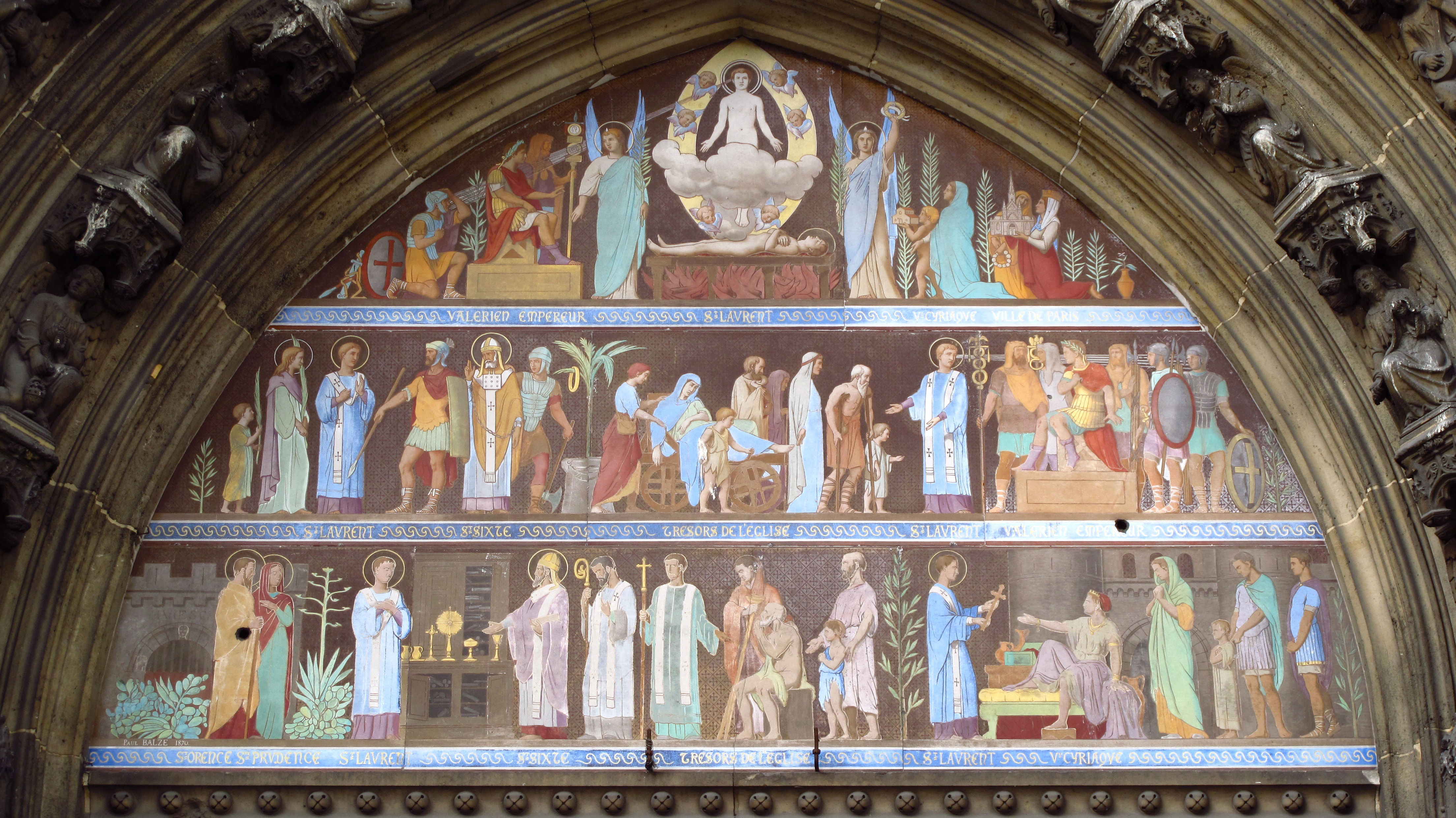
Fronton en lave émaillée, par Paul Balze
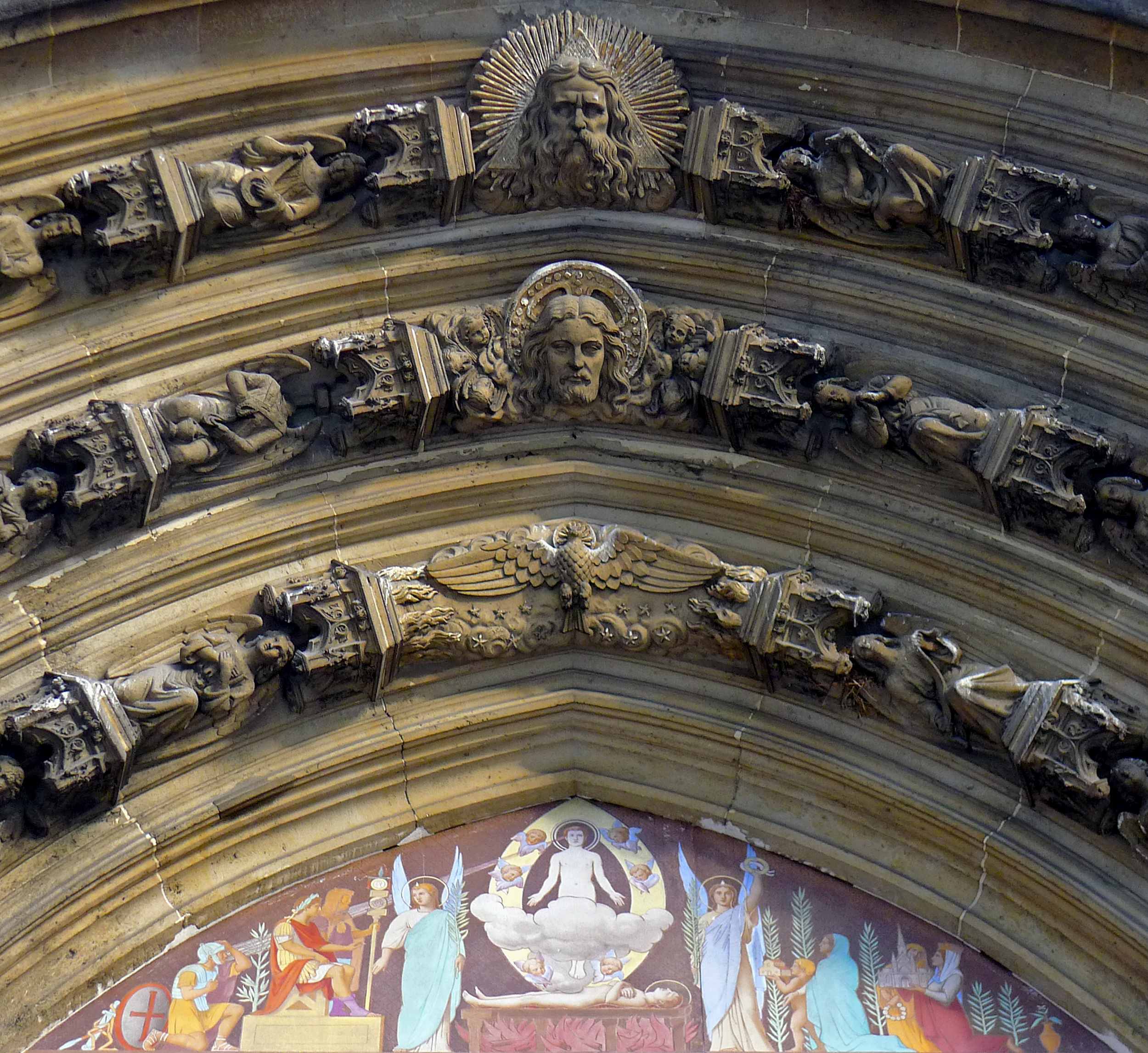
Archivolte avec Dieu le Père, le Fils et le St-Esprit.

#### Intérieur
La chapelle du Sacré-Cœur à gauche est ornée de peintures de Jean-François Brémond:
- La Descente de Jésus aux enfers (1845)
- Adoration du Sacré-Cœur (1846)
- Jésus adoré par la Sainte Vierge et saint Joseph (1846)

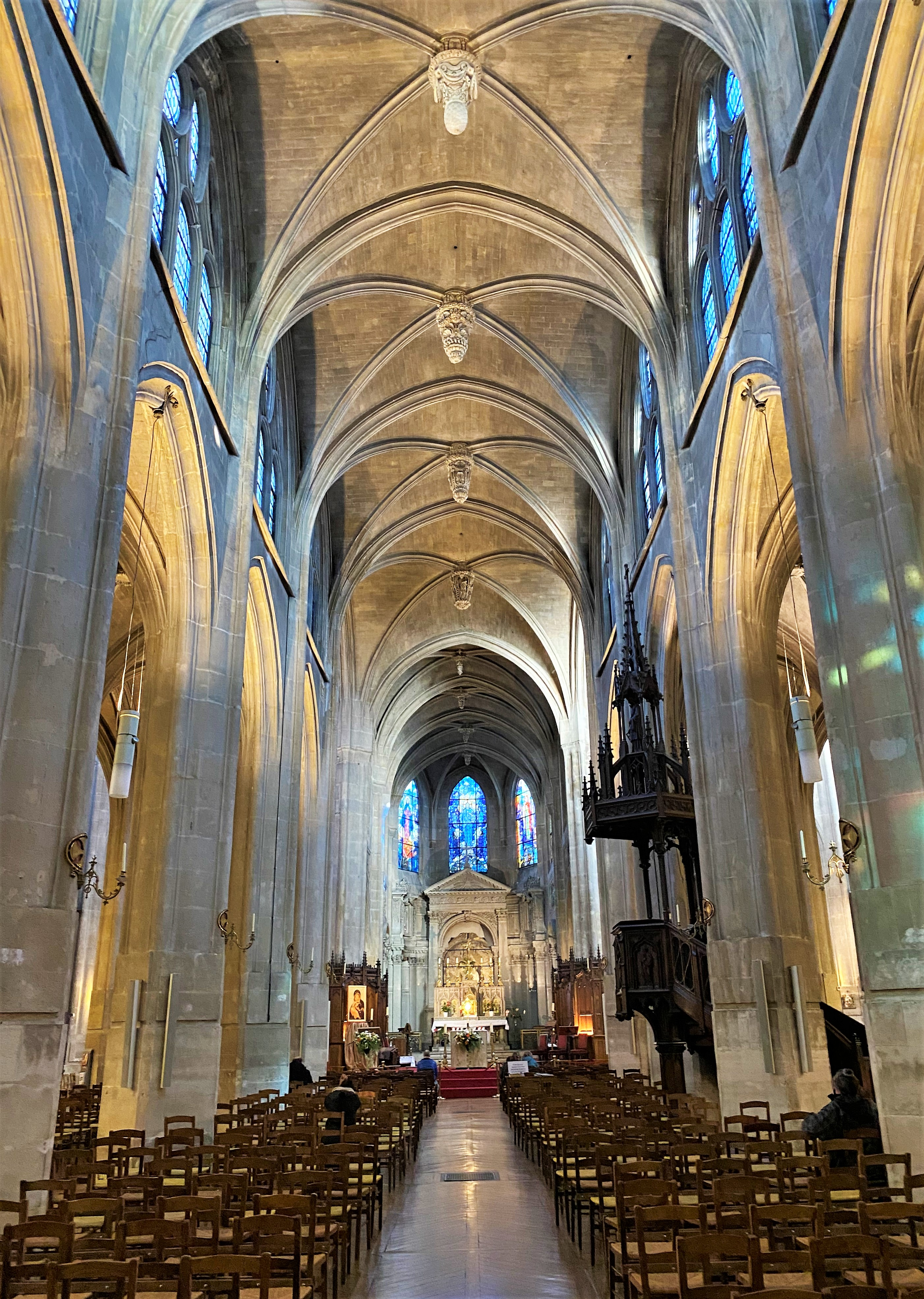
Nef.
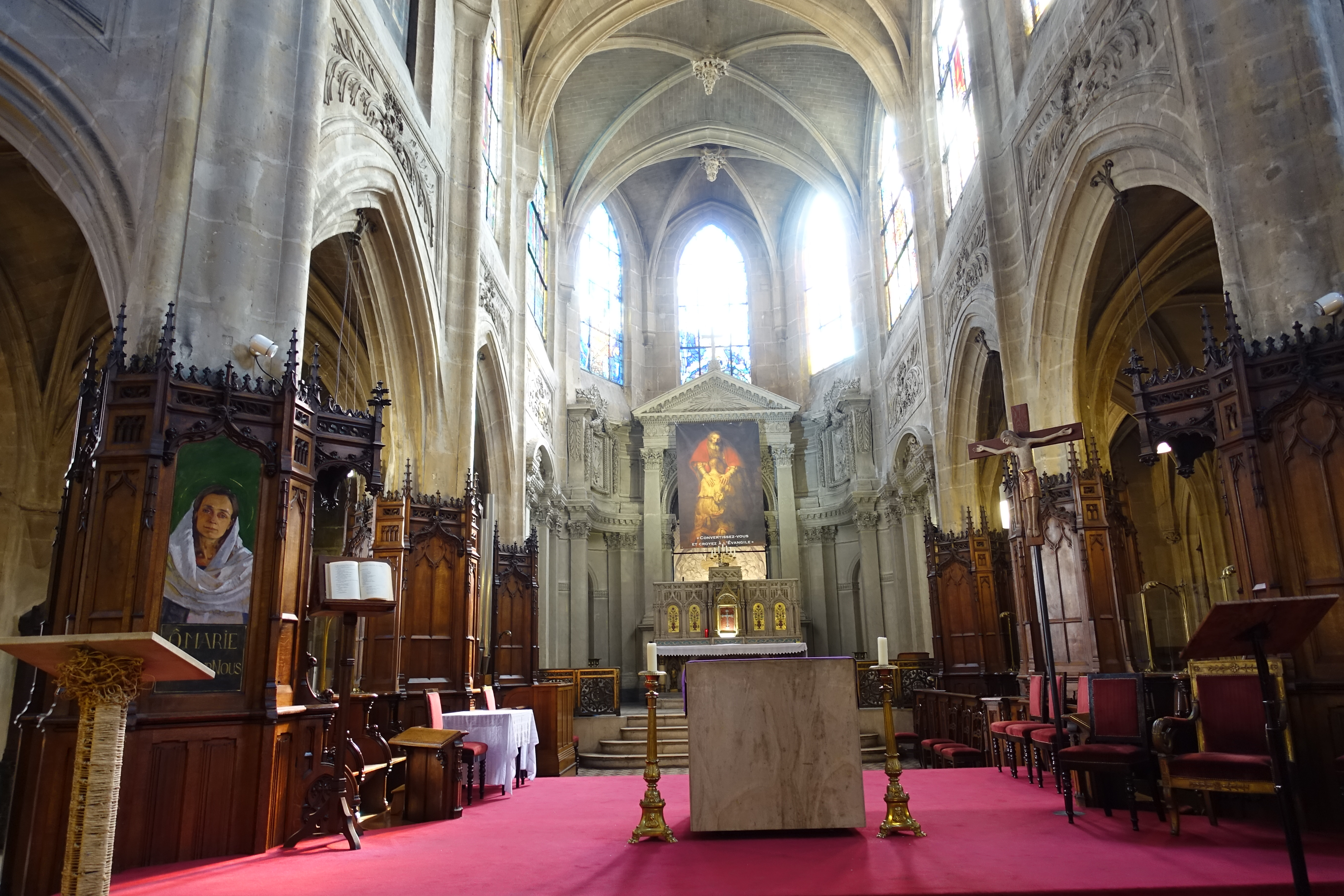
Autel et abside.
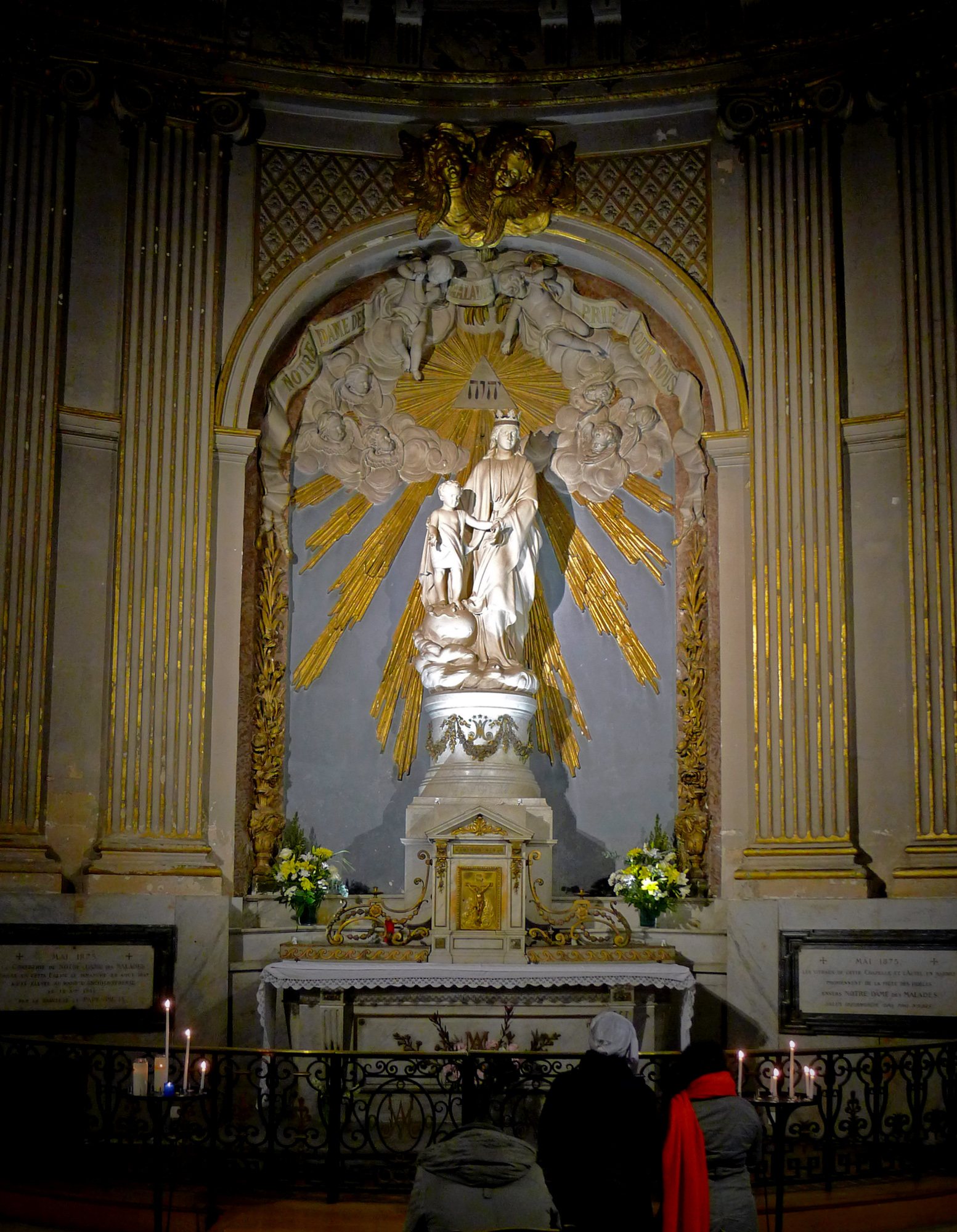
Chapelle de la Vierge.
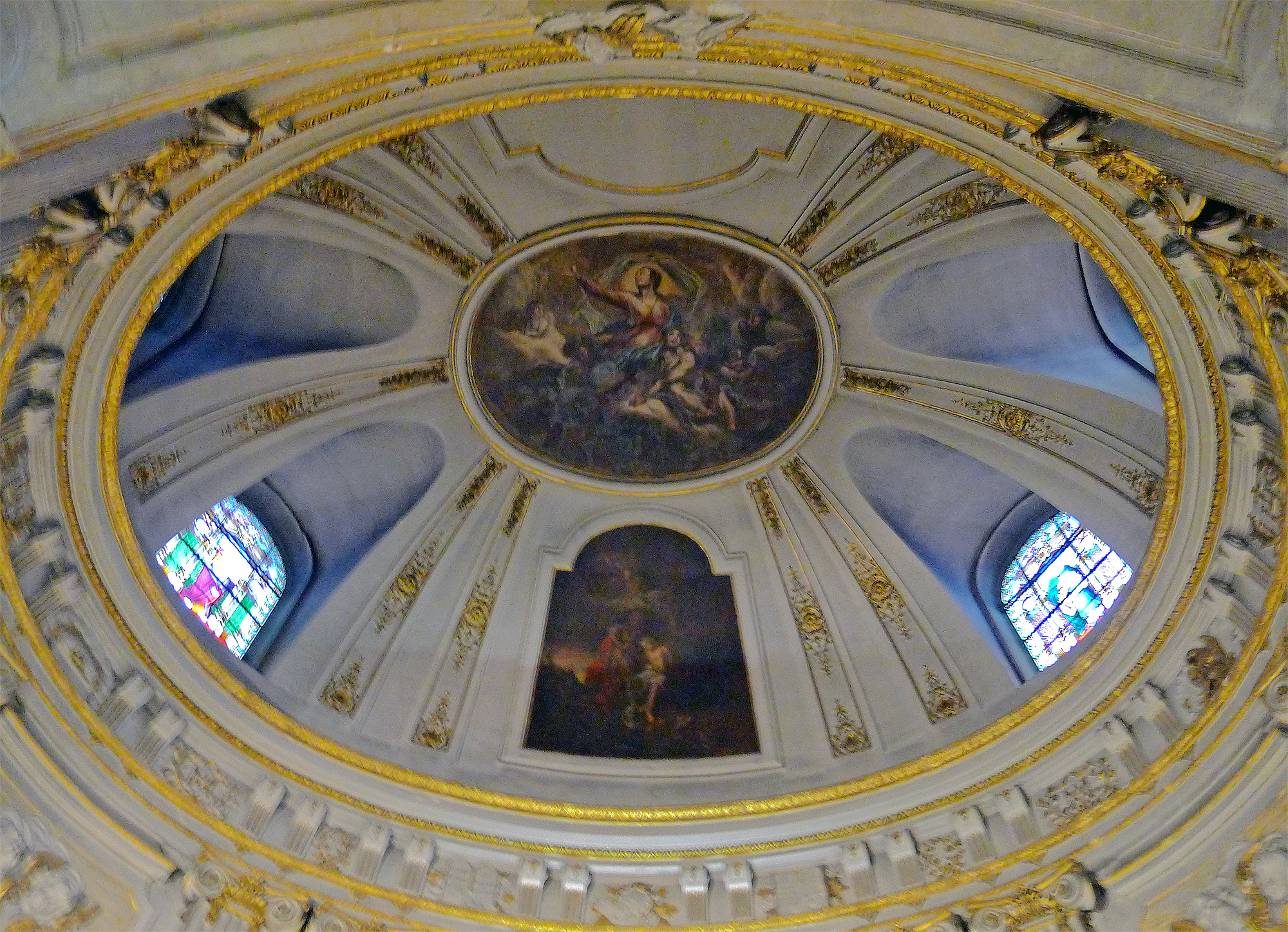
Coupole de la chapelle de la Vierge.

### Mobilier et objets d'art

Quelques œuvres
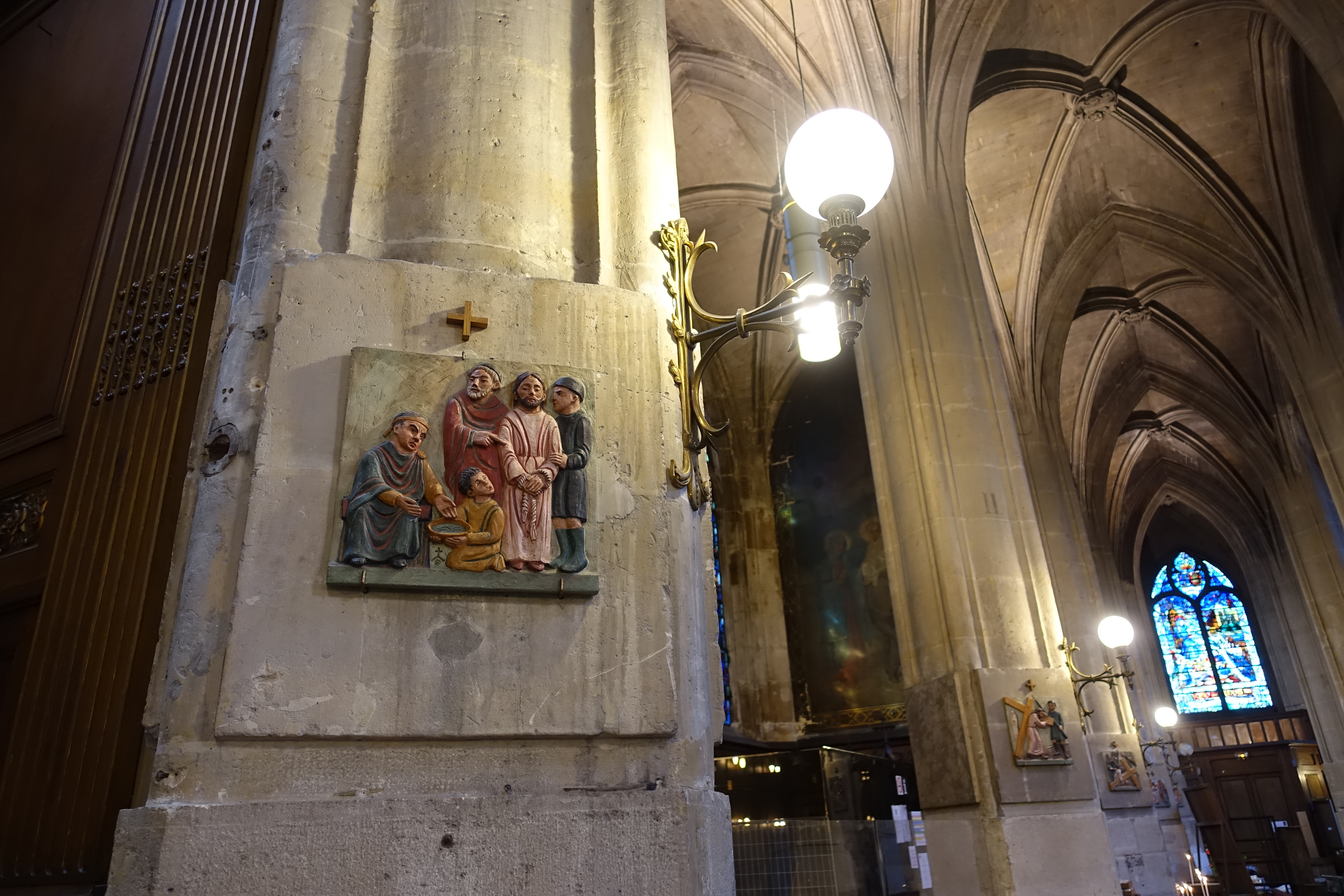
Chemin de croix réalisé par sœur Mercédes, bénédictine de l’abbaye Sainte-Scholastique (2005).
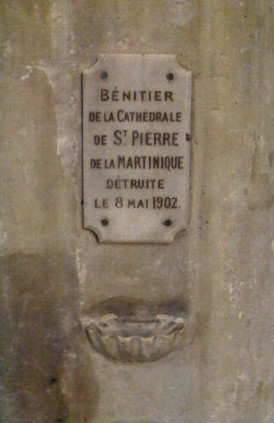
Le bénitier provenant de la cathédrale de Saint-Pierre de la Martinique, situé à droite du chœur.
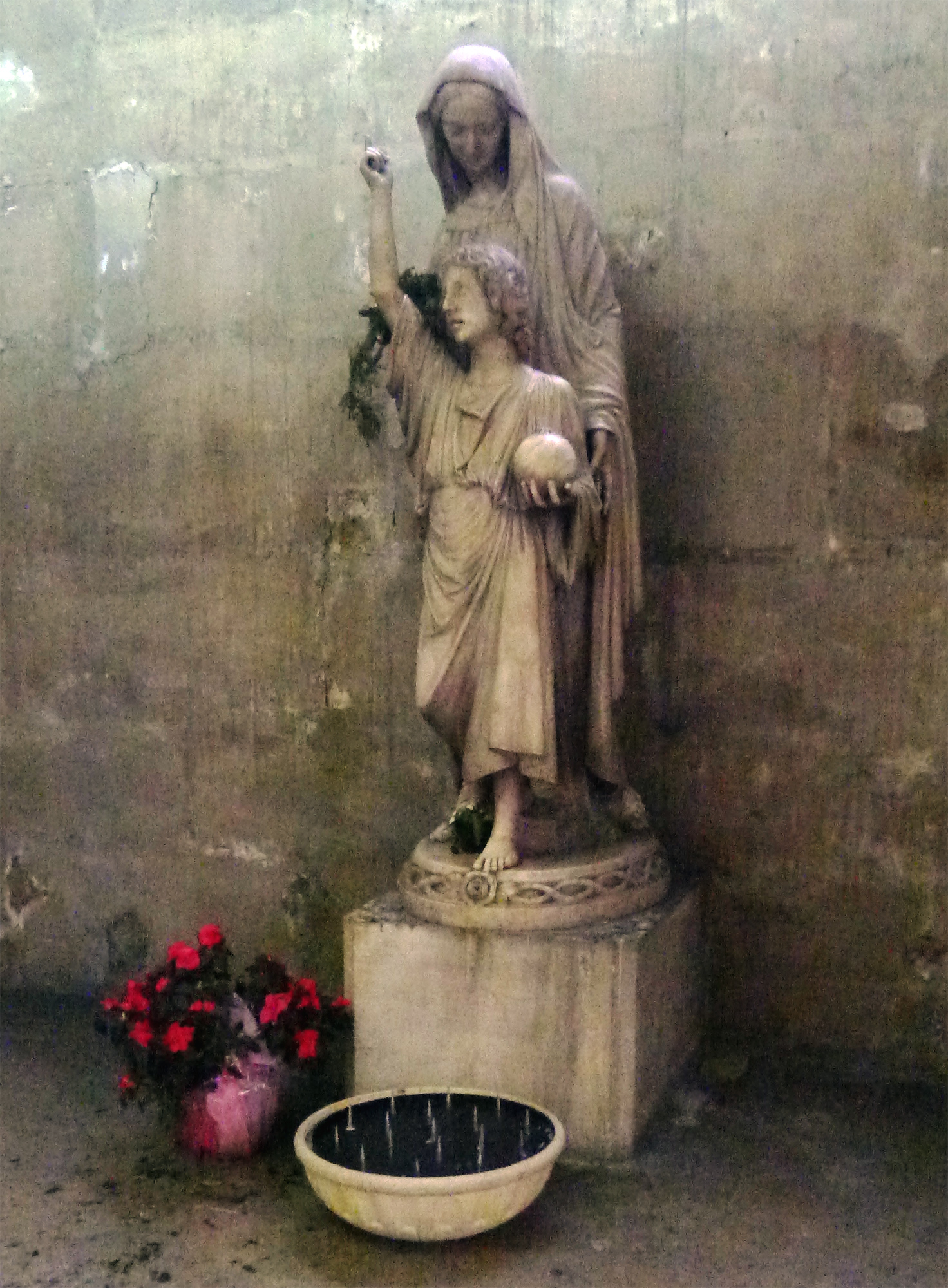
Vierge et Enfant.
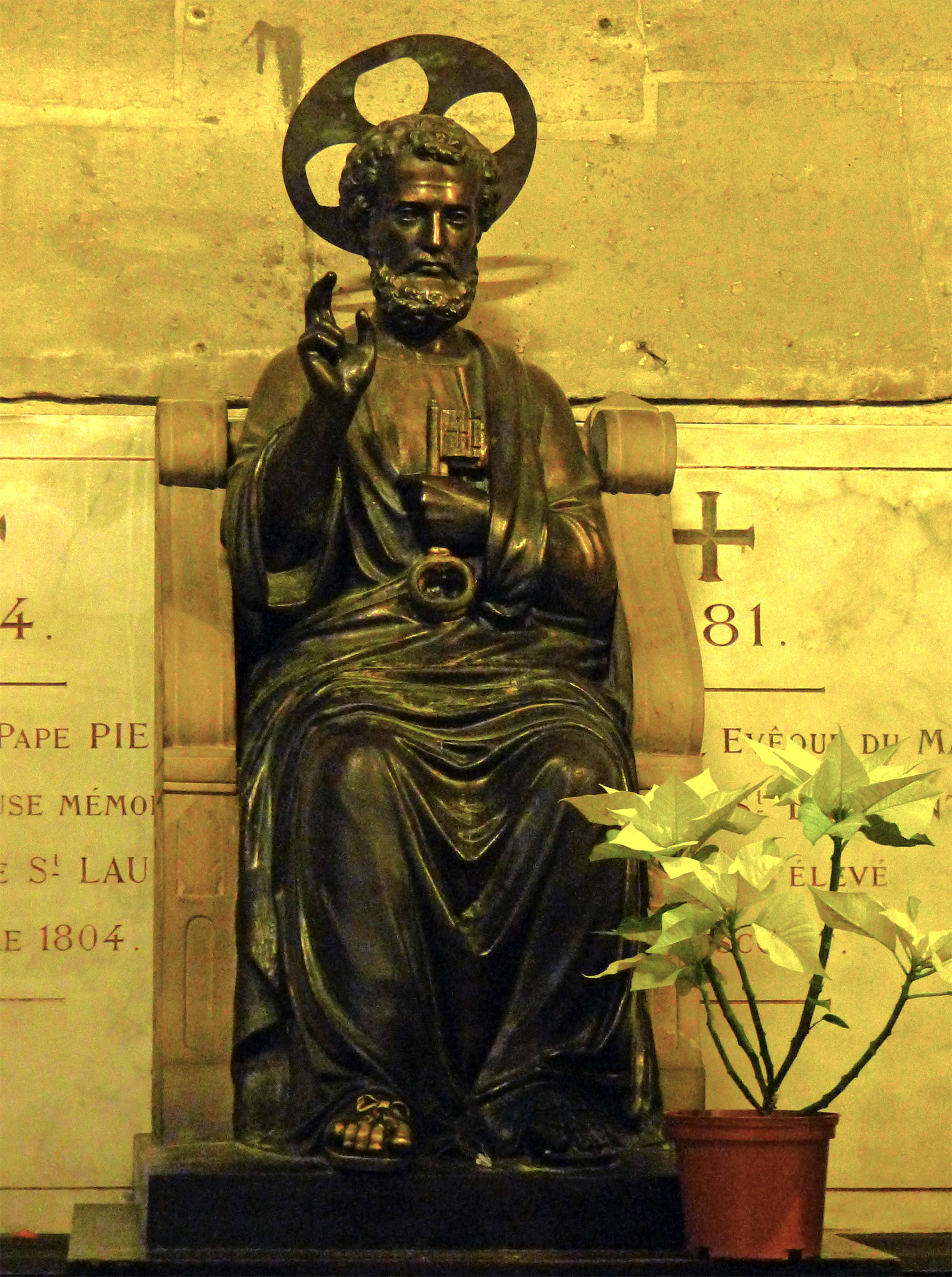
Saint Pierre
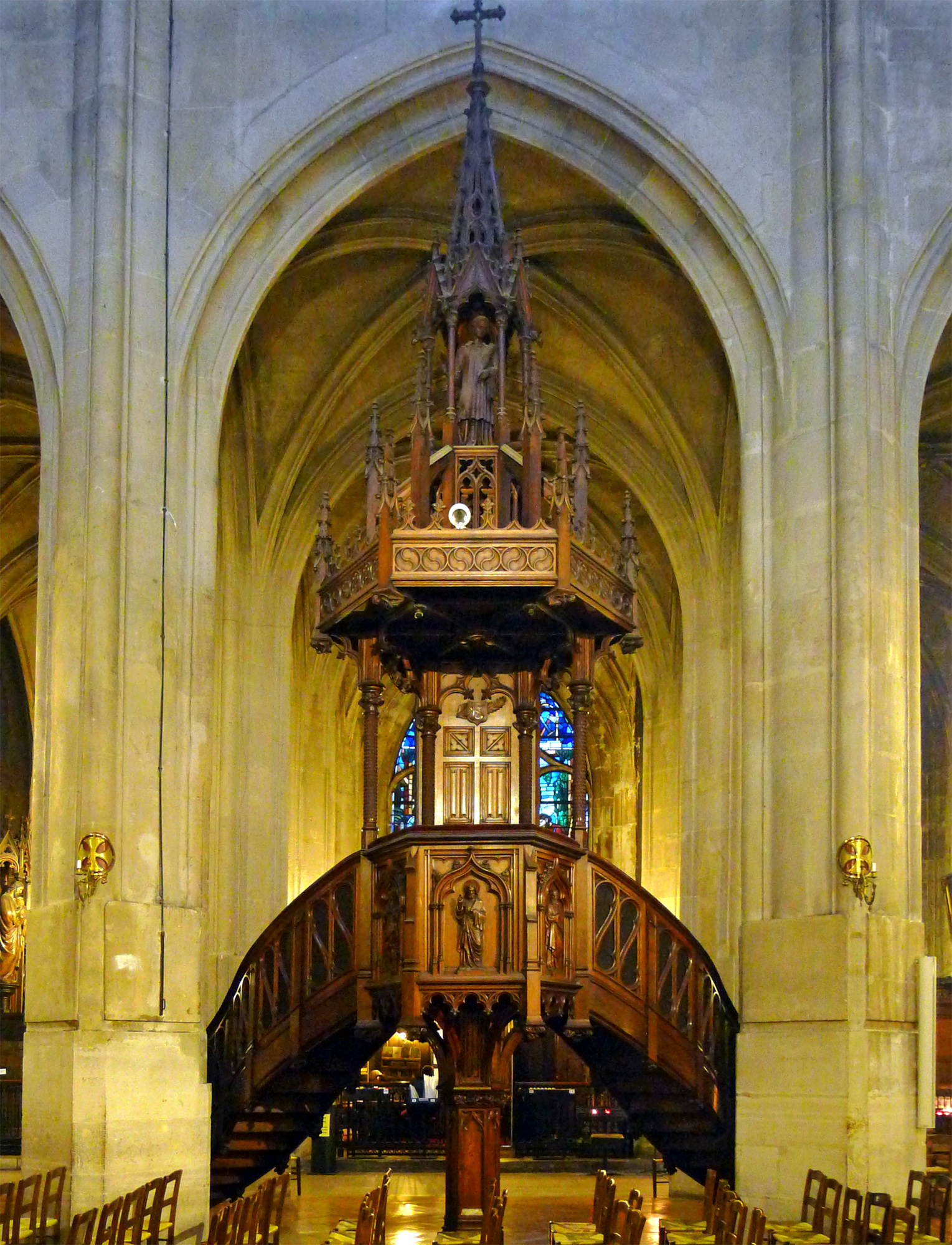
Chaire.
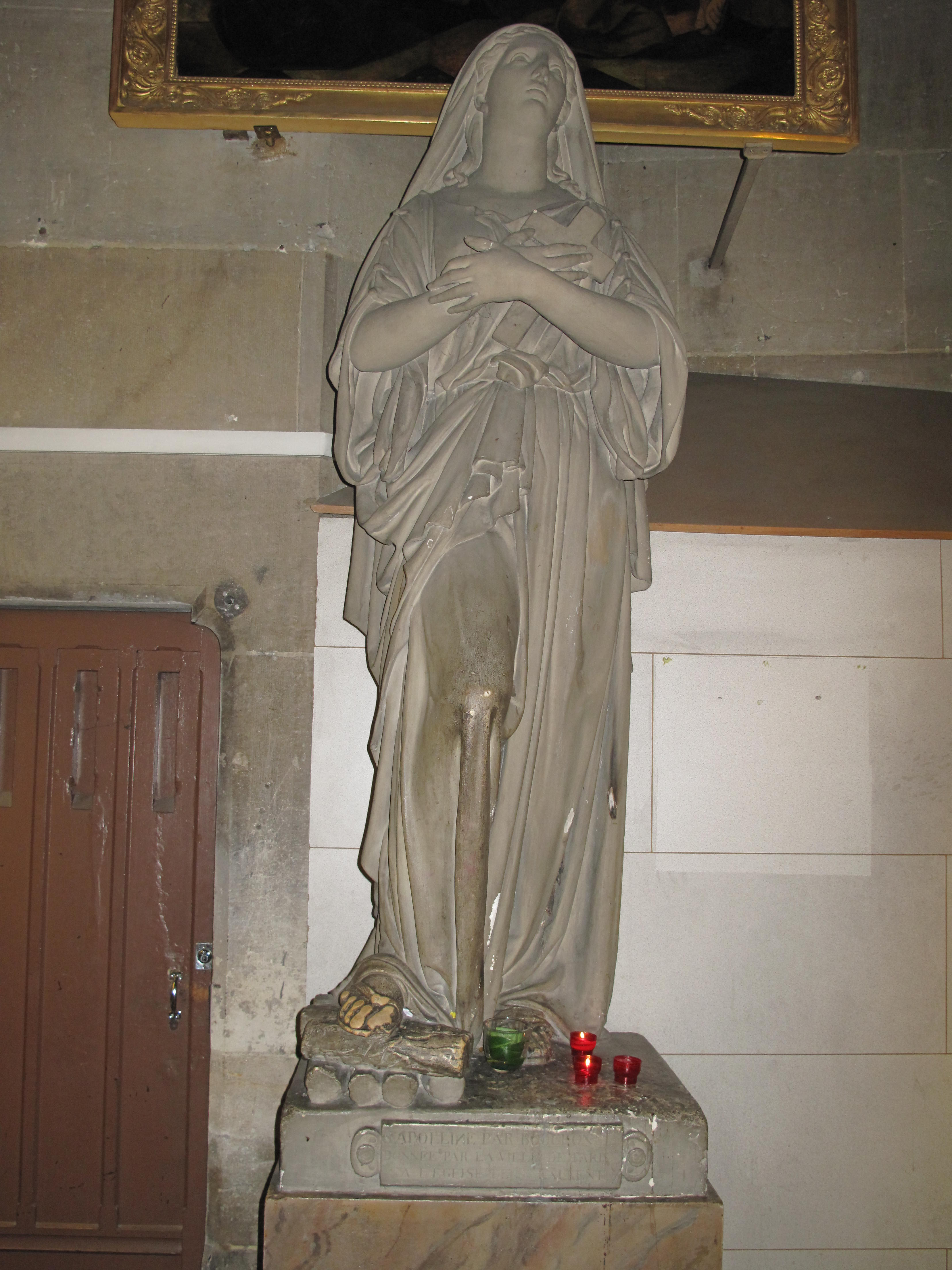
Sainte Apolline, sculpture de L.-V. Bougron.

## Vitraux

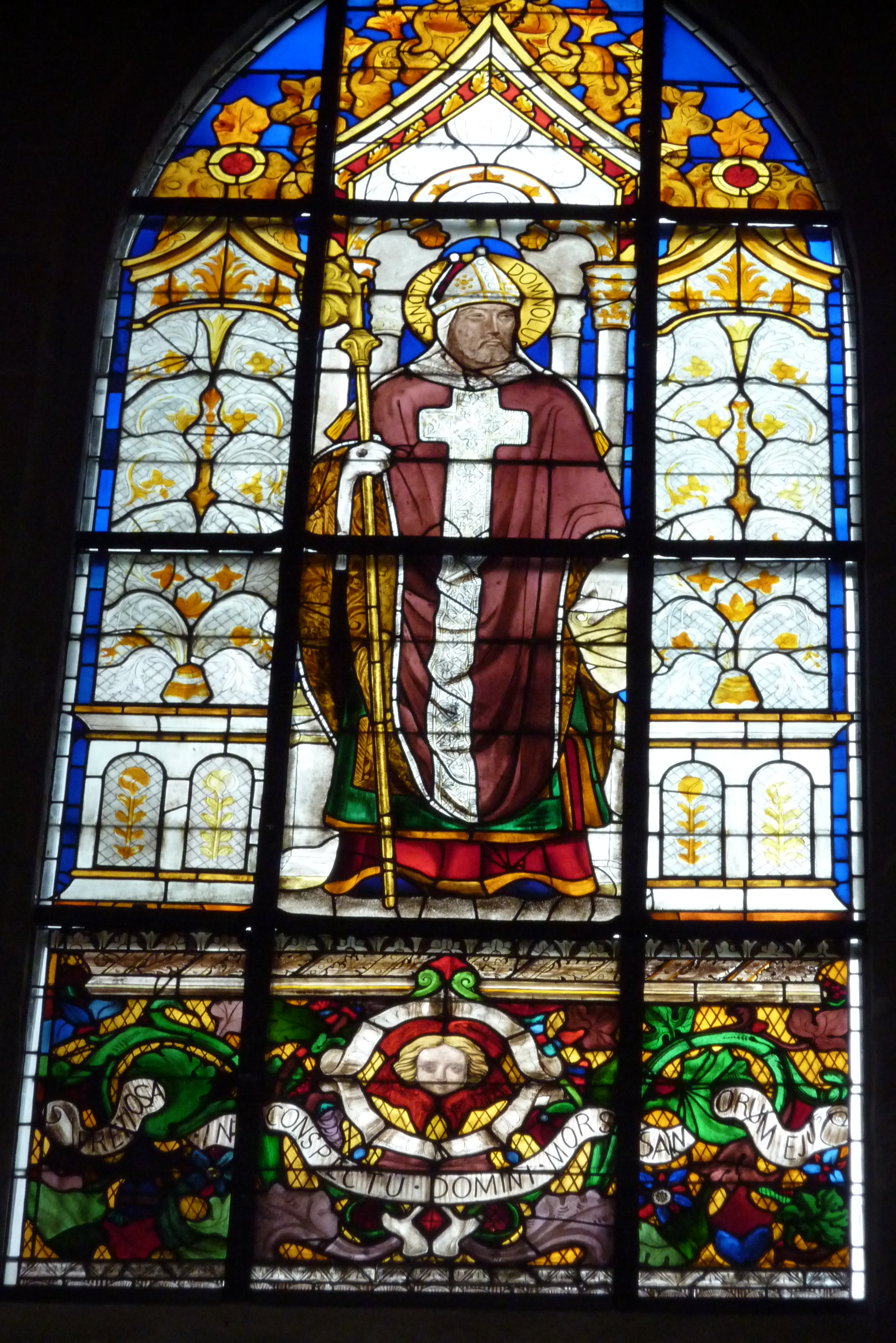
Vitrail de saint Domnole
Ernest Lami de Nozan sur un carton d'Auguste Galimard.

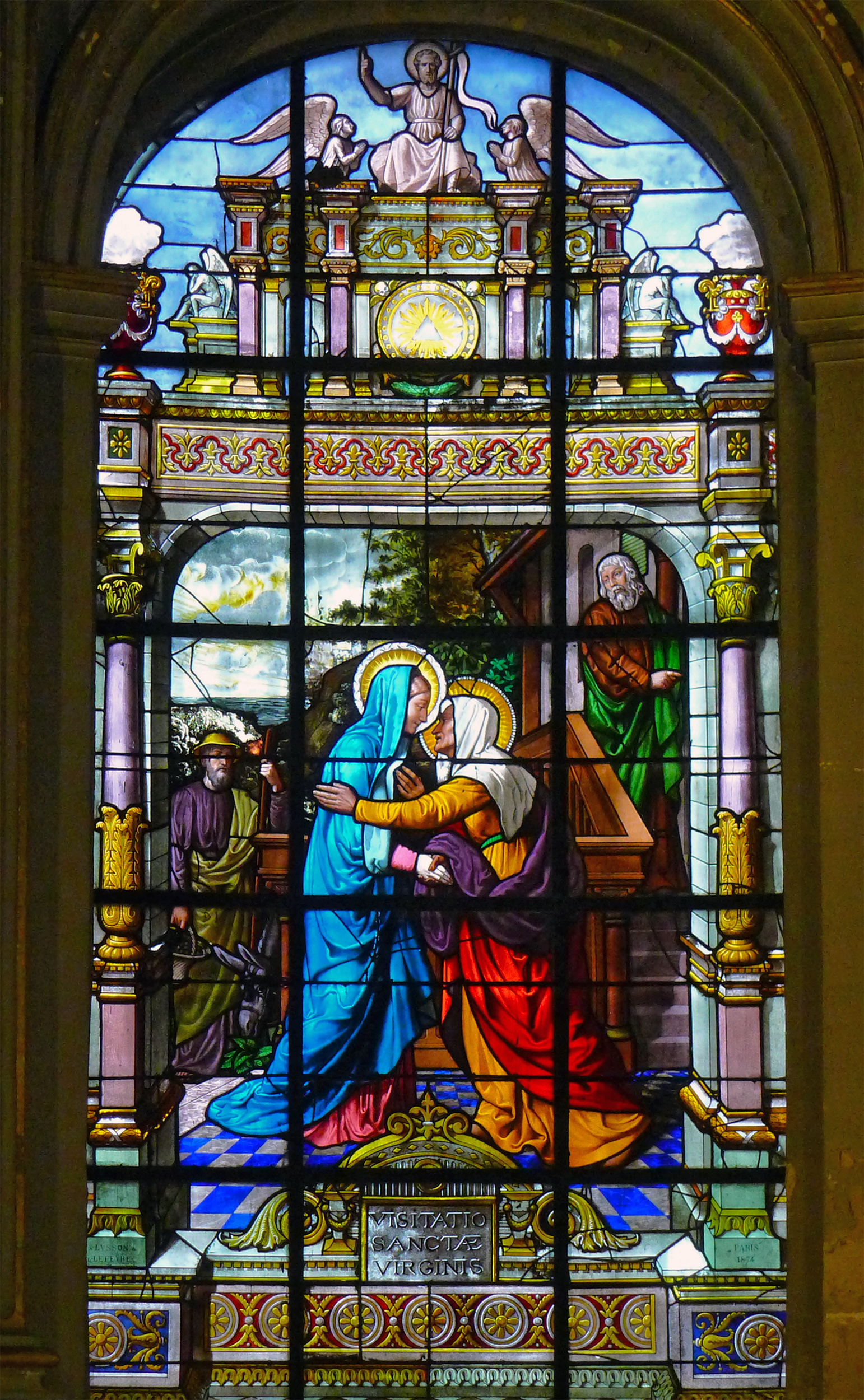
Vitrail de la Visitation
Antoine Lusson et Léon Lefèvre.

Huit vitraux pour le chœur de l'église ont été réalisés en 1846-1847 par Ernest Lami de Nozan sur des cartons d'Auguste Galimard. Ils sont cités dans L'Illustration, en 1847. Trois de ces verrières sont encore visibles. Les autres vitraux ont été remplacés en 1939 par des verrières conçues par le peintre polonais Elesckiewiej et mises en vitrail dans l'atelier parisien de Jean Gaudin.
Antoine Lusson et son ancien employé, Léon Lefèvre, ont réalisé les quatre grandes verrières de la chapelle Notre-Dame-des-malades en 1874 représentant la  Visitation (baie no 1), Notre-Dame des sept douleurs (baie no 2), la Dormition (baie no 3) et l' Assomption (baie no 4). Ces verrières sont complétées par quatre vitraux plus petits : Saint Joseph portant l'Enfant Jésus, Sainte Anne apprend à lire à la Vierge, Saint Vincent de Paul recueille un enfant, L'Ange gardien protège un enfant.
Deux chapelles de la nef ont des vitraux commandés par les paroissiens à la maison Champigneulle fondée en 1868 par Charles-François Champigneulle. Emmanuel Champigneulle a réalisé des vitraux en 1887 sur des cartons de Pierre Fritel. Dans la chapelle dédiée à saint François de Sales a été posée la verrière La douceur de saint François (baie no 19). Dans la chapelle voisine a été mise en place la verrière Saint Vincent de Paul bénissant les premières Sœurs de la charité (baie no 21).
Entre 1953 et 1955, sont posés des vitraux réalisés par Pierre Gaudin sur des cartons du peintre polonais Elesckiewiej.

## Les orgues

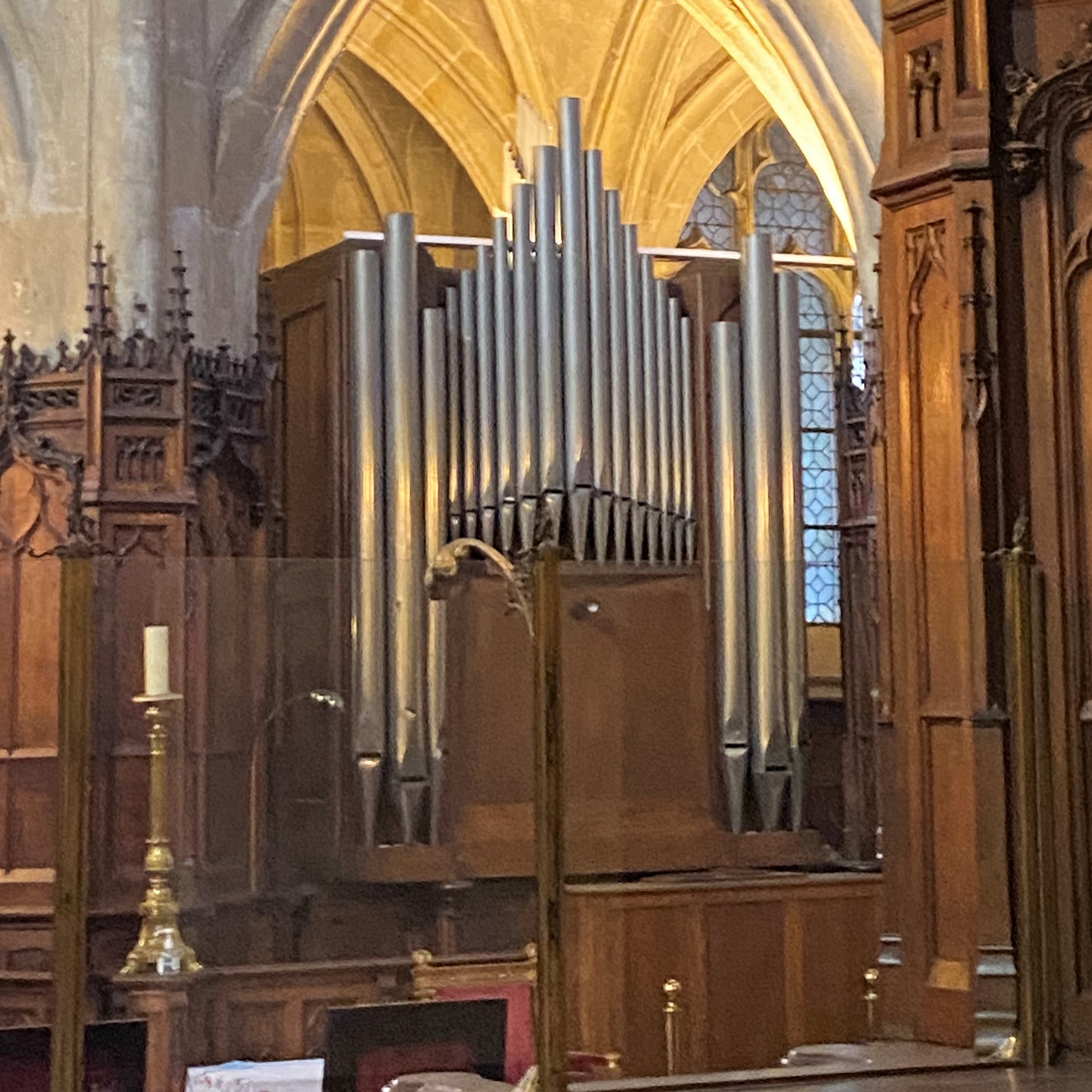
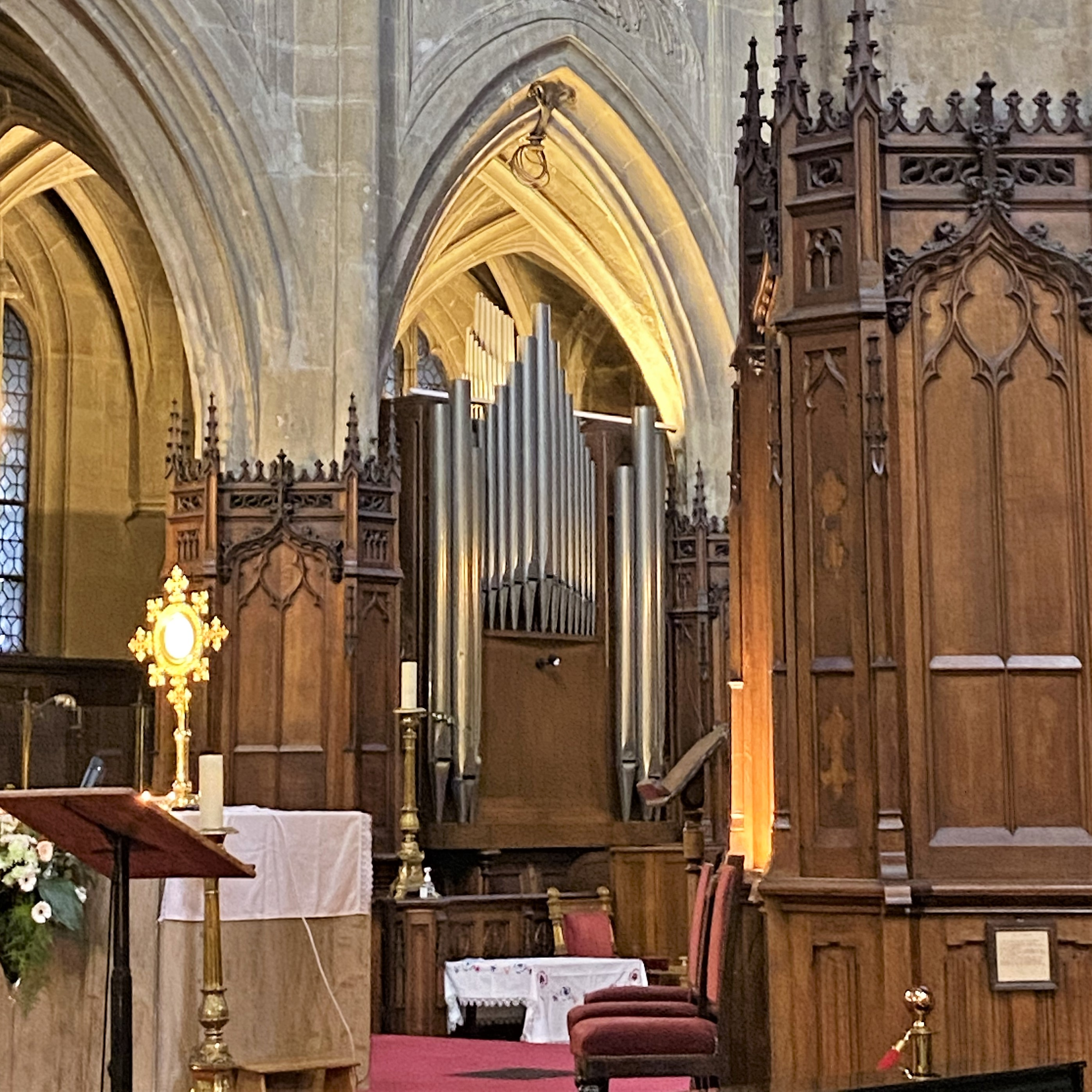
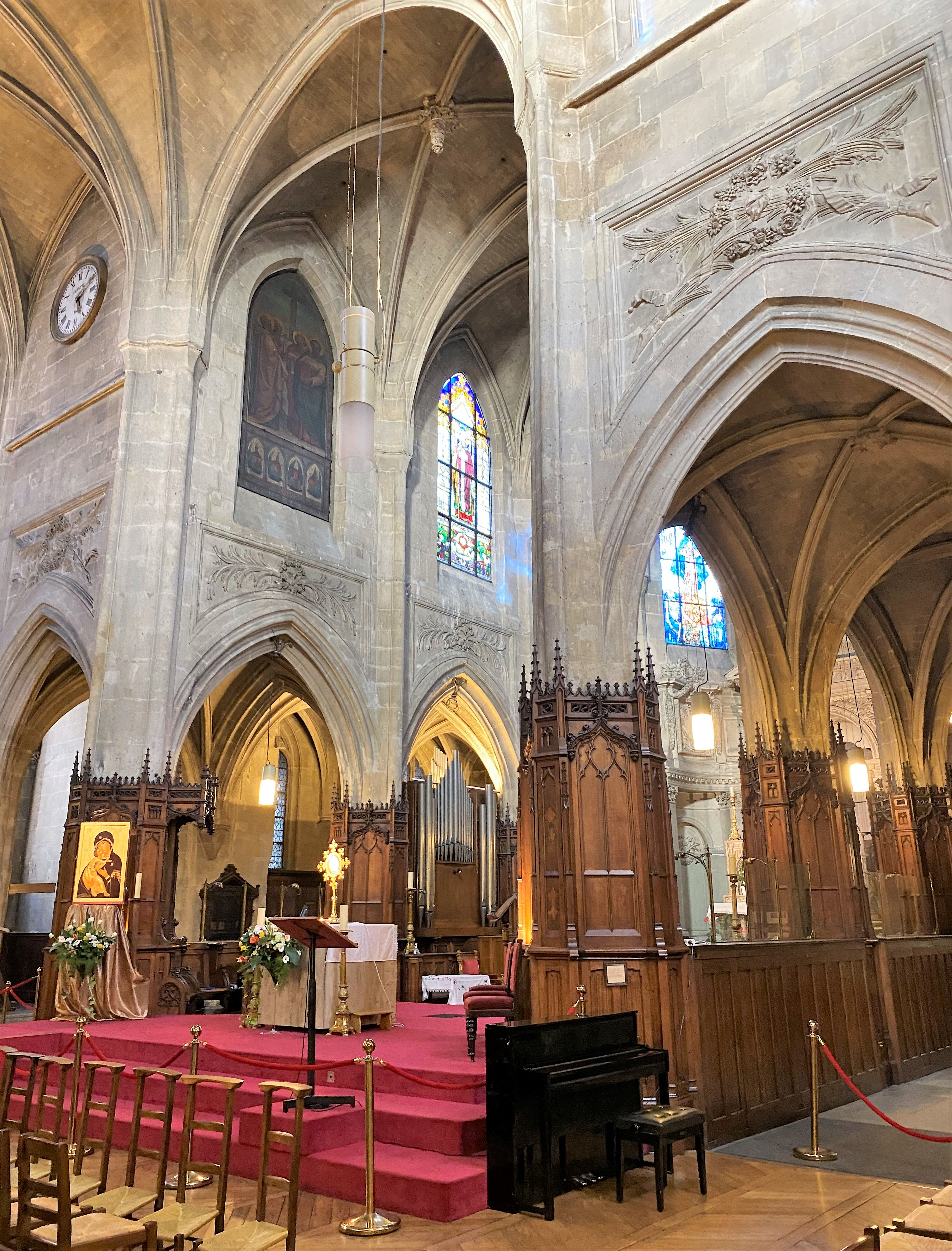

Le grand orgue de tribune fut achevé en 1685 par le facteur François Ducastel et son fils Hippolyte, il fut repris par Nicolas Collar entre 1725 et 1732, agrandi et transformé en 1767 par François-Henri Clicquot, reconstruit par Joseph Merklin de 1864 à 1867, puis restauré en 1942 par Jacquot-Lavergne et enfin par Jean Renaud en 1993. L'orgue comporte 42 jeux disposés sur 3 claviers. L'orgue de tribune a été classé au titre immeuble en 1945.

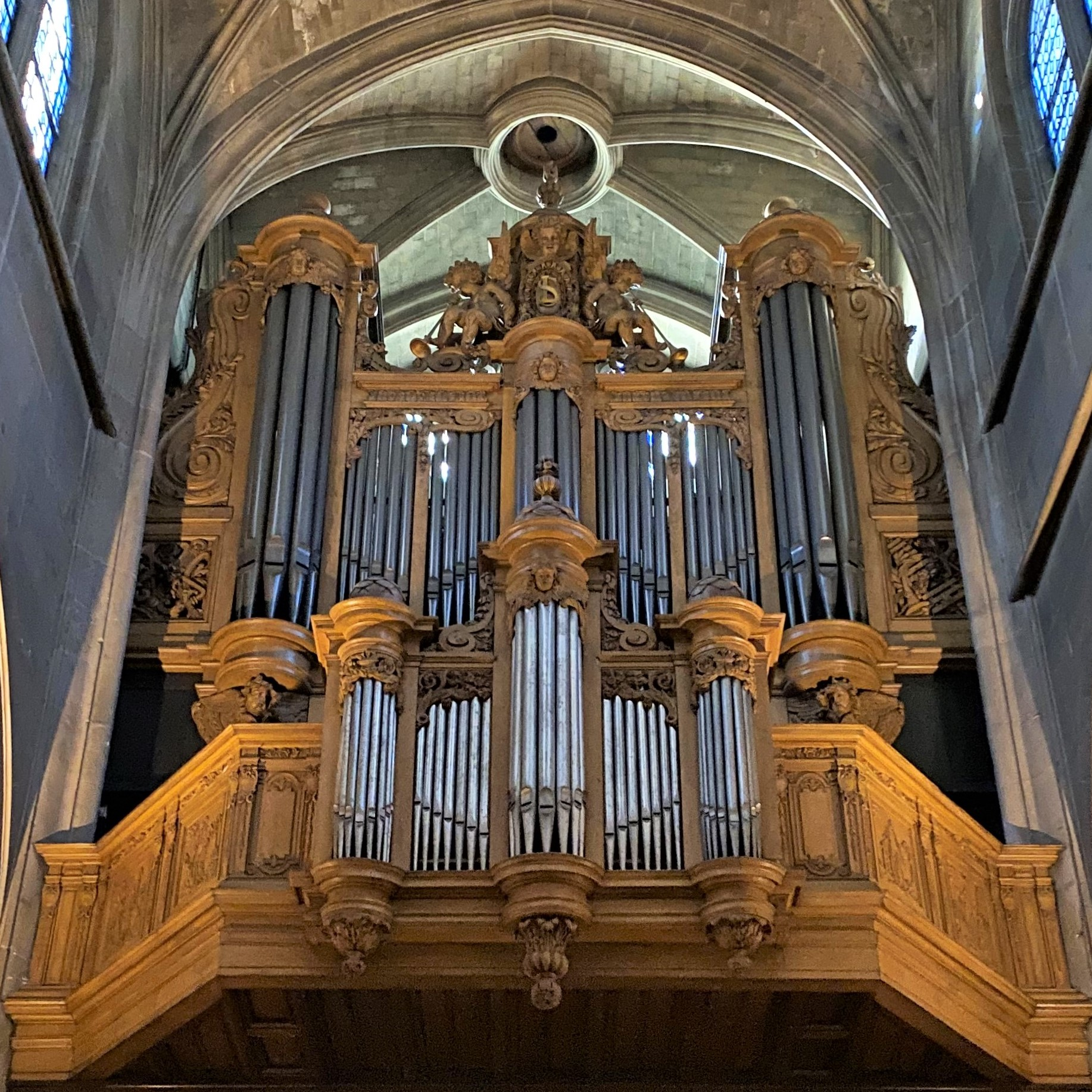
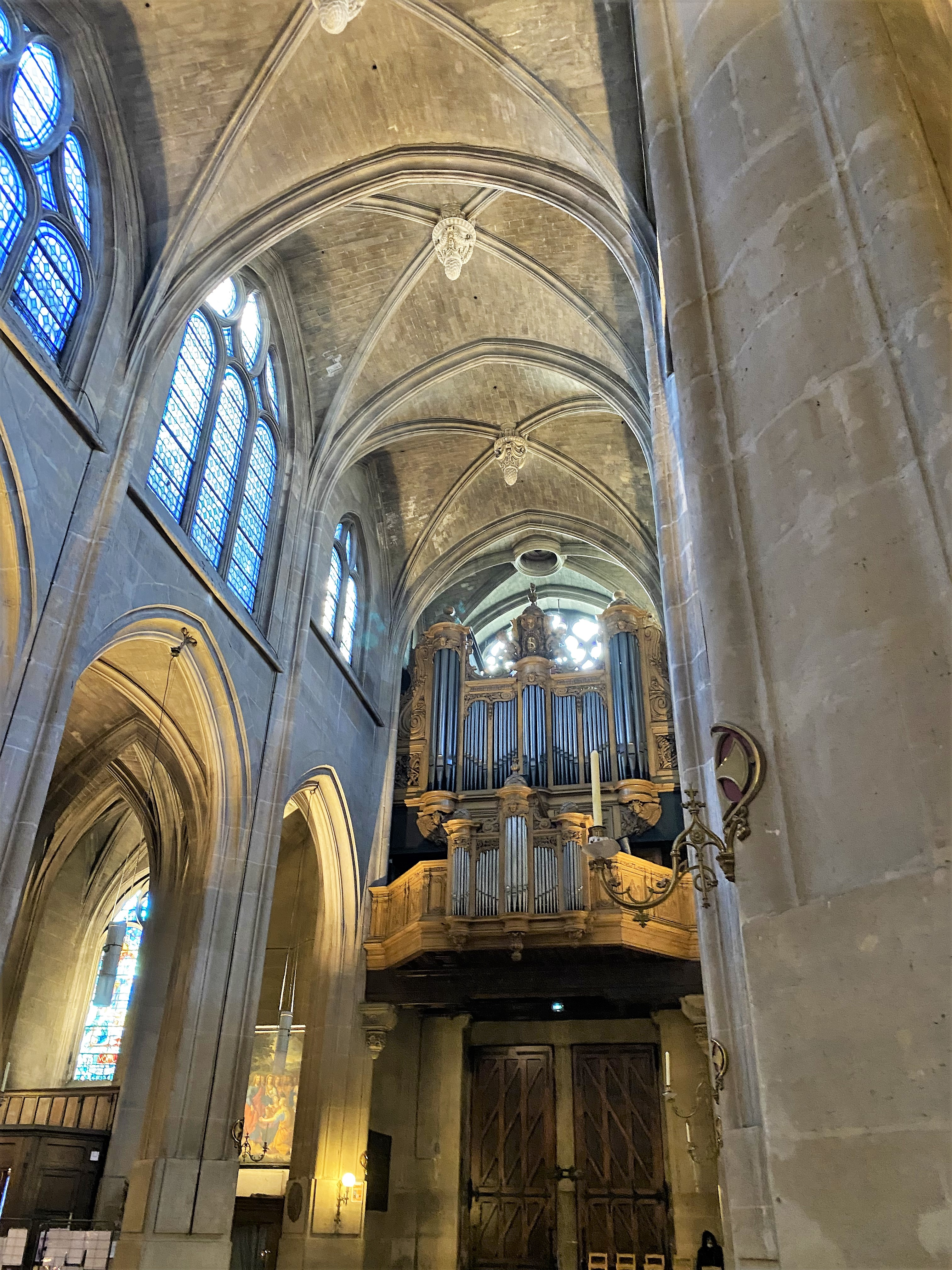
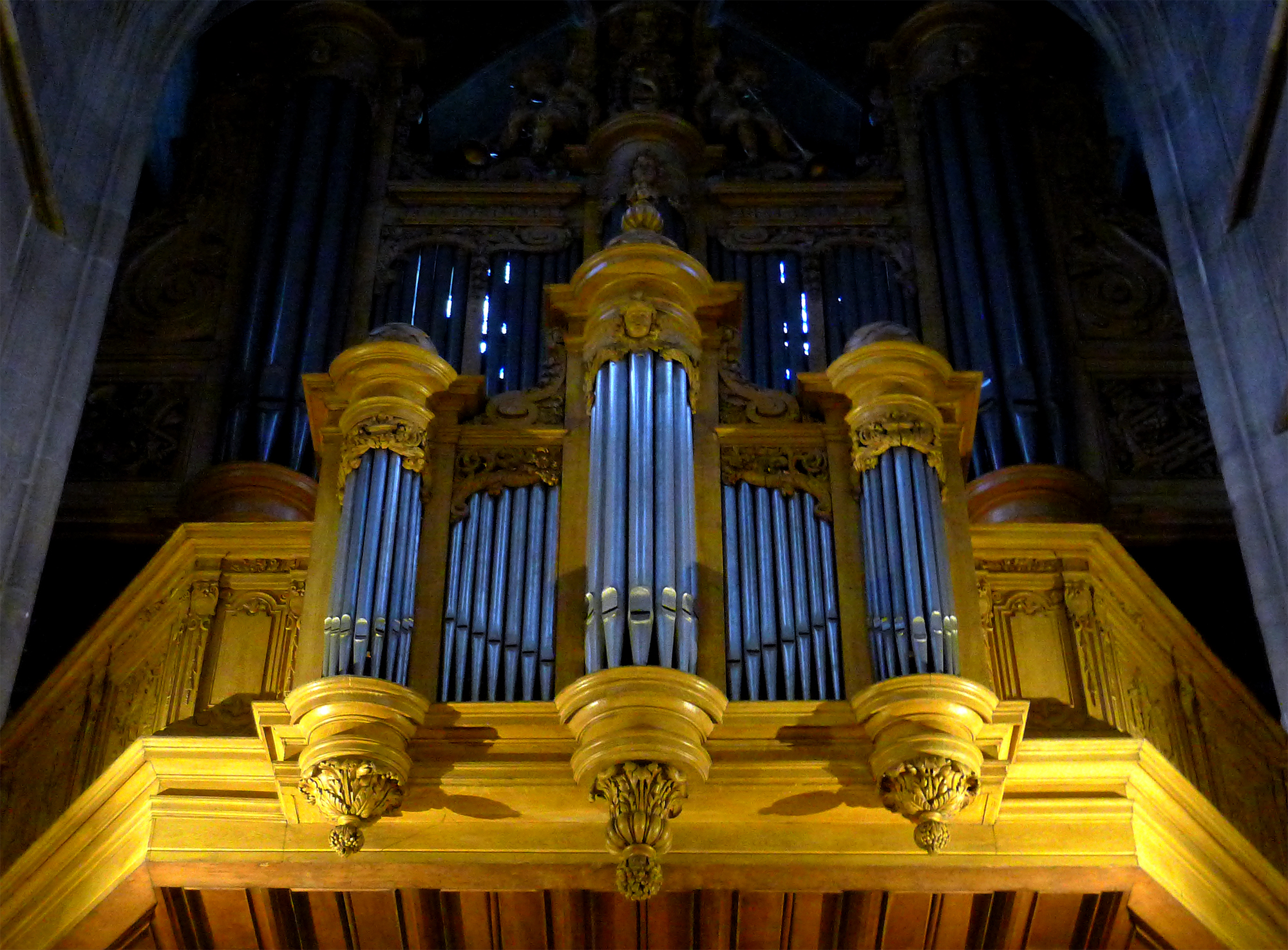
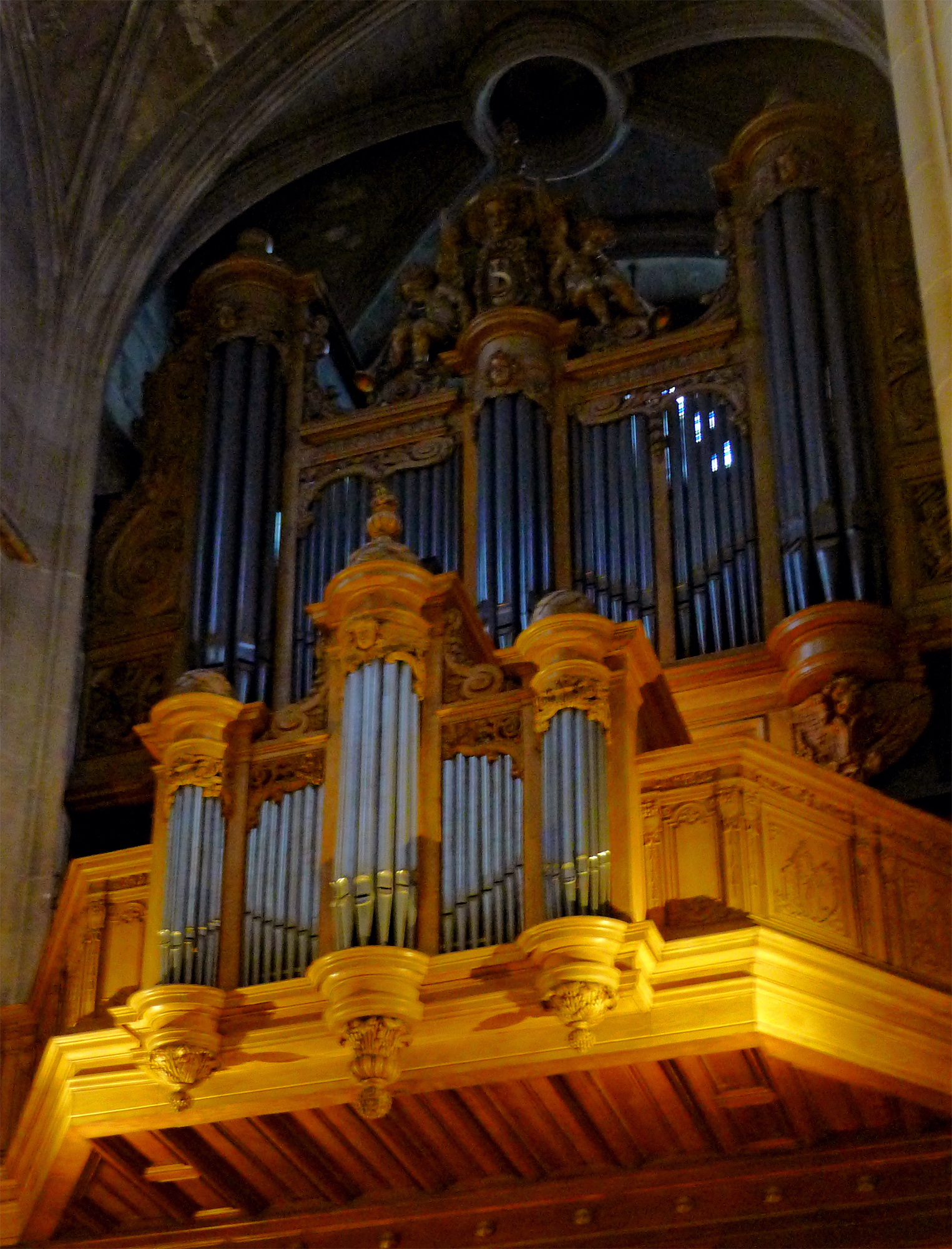

## Personnalités
- Domnole du Mans, abbé vers 550[3].
- Jeanne Bécu (1743-1793) y épouse en 1768 le comte Guillaume du Barry-Cérès, frère de son amant, Jean du Barry. Le mariage est célébré par un tertiaire franciscain Frère Ange, réputé être le père de la mariée, laquelle était la maîtresse du roi Louis XV ;
- Victor Schœlcher (1804-1893), député français à l'origine de l'abolition définitive de l'esclavage dans les colonies françaises, est baptisé en l'église Saint-Laurent le 9 septembre 1804[18] ;
- Louise de Marillac et Vincent de Paul sont des paroissiens assidus[3].
- La famille Sanson, paroissienne de l’église, y a son caveau « dans la nef latérale gauche contre le banc d’œuvre et une petite chapelle »[3].
- Adolphe Niel y épouse Clémence Maillères le 24 avril 1843[réf. souhaitée] ;
- Amédée Joseph Marie Meslay, vice-président du tribunal du Havre y épouse Zélie Joséphine Aimée Piéron le 18 novembre 1850[19] ;
- Charles Quef est organiste titulaire de Saint-Laurent à partir de 1898, jusqu'à sa nomination comme assistant puis titulaire à l'Église de la Trinité ;
- Philippe Christory, évêque de Chartres depuis 2018, curé de la paroisse Saint-Laurent de 2007 à 2014.

## Animation religieuse de la paroisse
Depuis septembre 2007, l'animation de la paroisse a été confiée à la Communauté de l'Emmanuel par l'évêque de Paris, Monseigneur André Vingt-Trois.

## Église Saint-Laurent de Paris et les Arts

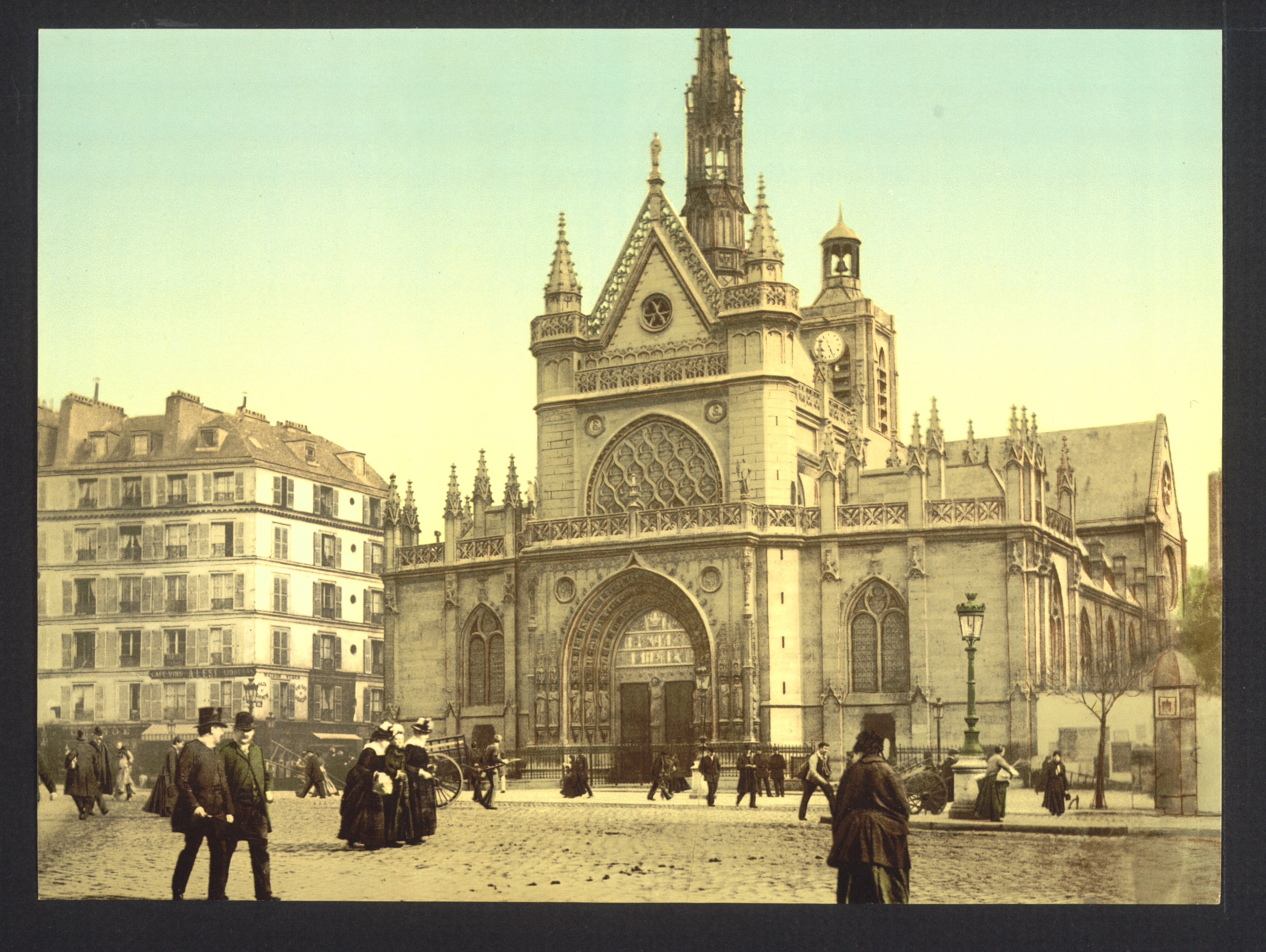
Photochrome entre 1890 et 1900 (auteur inconnu).
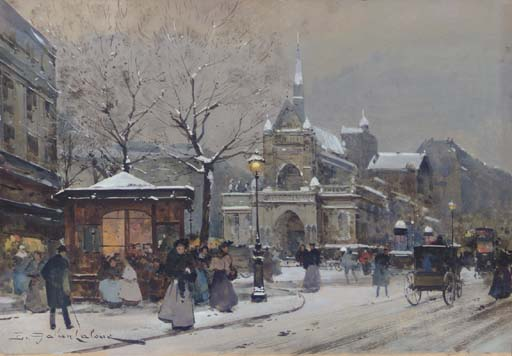
Par Eugène Galien-Laloue vers 1910.
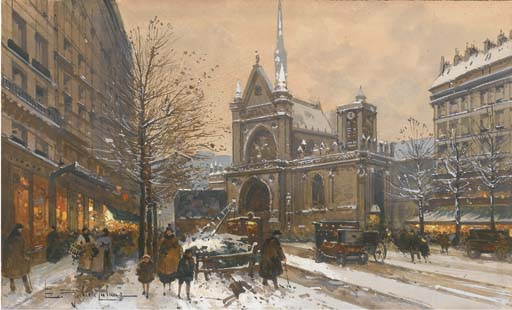
Par Eugène Galien-Laloue vers 1920.

## Accès
Ce site est desservi par la station de métro Gare de l'Est
   , et les bus  RATP 31 32 38 39 46 56 91